# Maria Stuarda
Maria Stuarda (AFI: /stuˈarda/; in inglese Mary Stuart; Linlithgow, 8 dicembre 1542 – Fotheringhay, 8 febbraio 1587) è stata regina di Scozia dal 14 dicembre 1542 al 24 luglio 1567, regina consorte di Francia dal 10 luglio 1559 al 5 dicembre 1560 e regina d'Inghilterra per i legittimisti inglesi dell'epoca che non riconoscevano Elisabetta I come legittima erede di Enrico VIII.
Regina a pochi giorni di vita, consacrata per diritto divino a soli nove mesi: quella di Maria Stuarda fu una vita che cominciò e finì tragicamente. Scappata dalle guerre anglo-scozzesi, fu cresciuta nell'ambiente colto e raffinato della corte francese di Caterina de' Medici ed ebbe un'ottima educazione in ambito culturale, ma non altrettanto approfondita in ambito politico, dal momento che come regina consorte di Francia non avrebbe dovuto avere potere effettivo. Fino al 1560 il trono scozzese fu affidato a reggenti, in ultimo alla madre Maria di Guisa.
Alla morte del primo marito, il re di Francia Francesco II, Maria Stuarda tornò nel 1561 in Scozia, dove l'attendeva lo scontro con la nuova religione calvinista, istituita durante la sua assenza. Fu una sovrana molto tollerante e questo non fece altro che aumentare il potere dei Lord protestanti, che riuscirono a rivoltarle contro il paese, approfittando della sua turbolenta vita privata. Fuggita nel 1568 in Inghilterra, pensava di poter essere aiutata dalla regina protestante Elisabetta I d'Inghilterra, sua cugina di secondo grado, che invece la imprigionò per quasi vent'anni.
In questi due decenni la regina di Scozia divenne il fulcro e l'anima del cattolicesimo inglese e molti complotti furono organizzati in suo nome per assassinare Elisabetta e innalzare Maria al trono. La regina di Scozia si ritrovò dunque a essere il simbolo vivente della Controriforma e finì sacrificata nella lotta tra la Spagna cattolica di Filippo II e l'Inghilterra protestante di Elisabetta I. La sua esecuzione fu un duro colpo all'autorità divina dei sovrani regnanti: per la prima volta nella storia una "regina consacrata da Dio" fu giudicata e condannata a morte.
Il suo unico figlio, Giacomo VI di Scozia e I d'Inghilterra, fu il primo re britannico che riunì i domini scozzesi a quelli inglesi. Da Maria Stuarda discende l'attuale re del Regno Unito Carlo III.

## Biografia

### Eredità, nascita e incoronazione
Durante il XIV secolo, sotto il regno di Roberto II di Scozia, era stato stabilito che la corona scozzese dovesse essere ereditata soltanto dai maschi nella linea di discendenza di Roberto, che erano stati nominati in tale atto parlamentare. Le donne e la linea femminile avrebbero potuto ereditare la corona solo dopo l'estinzione della linea maschile. Maria Stuarda ascese al trono perché, con la morte di suo padre, Giacomo V, non vi erano rimasti eredi diretti maschi di Roberto II di origini indiscutibilmente legittime. Fu il primo membro della casa reale Stuart a utilizzare la grafia gallicizzata Stuart, piuttosto che il precedente Stewart. Adottò questa grafia durante la sua permanenza in Francia, e lei e i suoi discendenti continuarono a usarla.
La principessa Maria Stuarda nacque in una stanza del primo piano del palazzo di Linlithgow, nel Lothian Occidentale, l'8 dicembre 1542, dal re Giacomo V di Scozia e dalla sua seconda moglie, la duchessa francese, e vedova del ciambellano di Francia Luigi II d'Orleans Longueville, Maria di Guisa, che alcuni anni prima era stata oggetto di scandalo per il suo rifiuto di divenire la quarta moglie del sovrano inglese Enrico VIII, zio da parte di madre di re Giacomo. Nel palazzo di Falkland a Fife, suo padre, dopo aver sentito della nascita, profetizzò: «Adieu, addio, tutto è incominciato con una ragazza, con una ragazza passerà». Giacomo credette che la nascita di Maria avesse segnato la fine del regno degli Stuart in Scozia, ma al contrario, attraverso il figlio di Maria ebbe inizio il loro dominio sia sul Regno di Scozia sia sul Regno d'Inghilterra.
Sei giorni dopo la sua nascita, il 14 dicembre del 1542, divenne regina di Scozia, poiché suo padre era morto all'età di trent'anni, probabilmente di colera, anche se i suoi contemporanei ritenevano che la sua morte fosse stata causata dal dolore per la sconfitta scozzese contro gli inglesi, nella battaglia di Solway Moss. James Hamilton, conte di Arran, secondo a Maria nella linea di successione al trono, fu reggente in suo nome fino al 1554, quando venne sostituito dalla regina madre, che continuò la reggenza fino alla propria morte, avvenuta nel 1560.
Nel luglio del 1543, quando Maria aveva sei mesi di età, i trattati di Greenwich dichiararono che ella dovesse sposare il suo cugino di II grado Edoardo, figlio del re Enrico VIII d'Inghilterra, nel 1552, e i loro eredi avrebbero ereditato i regni di Scozia e d'Inghilterra. Sua madre, fortemente contraria alla proposta, due mesi più tardi si nascose con Maria nel castello di Stirling, dove vennero compiuti i preparativi per l'incoronazione di sua figlia.
Il 9 settembre 1543, a soli nove mesi, Maria fu incoronata regina di Scozia nella cappella reale del castello di Stirling. La bambina, riccamente vestita, fu portata da lord Livingston in una solenne processione verso la cappella reale, dove fu unta dal cardinale David Beaton con l'olio consacrato. Il conte di Lennox (il cui figlio Enrico Stuart, molti anni dopo, sarebbe diventato il secondo marito di Maria) portò avanti lo scettro, donato alla Scozia nel 1494 dal papa Alessandro VI; invece la spada di Stato, regalata a Giacomo IV nel 1507 da papa Giulio II, fu presentata dal conte di Argyll e il cardinale procedette con la cerimonia dei tre tocchi di spada sul corpo della bambina. Infine, il conte di Arran offrì la corona, che il cardinale tenne sul capo di Maria, mentre i conti di Arran e di Lennox le baciavano la guancia, seguiti dal resto dei prelati e dei pari che si inginocchiarono davanti a lei e le giurarono fedeltà, ponendo la mano sulla corona.

### Il "brutale corteggiamento"

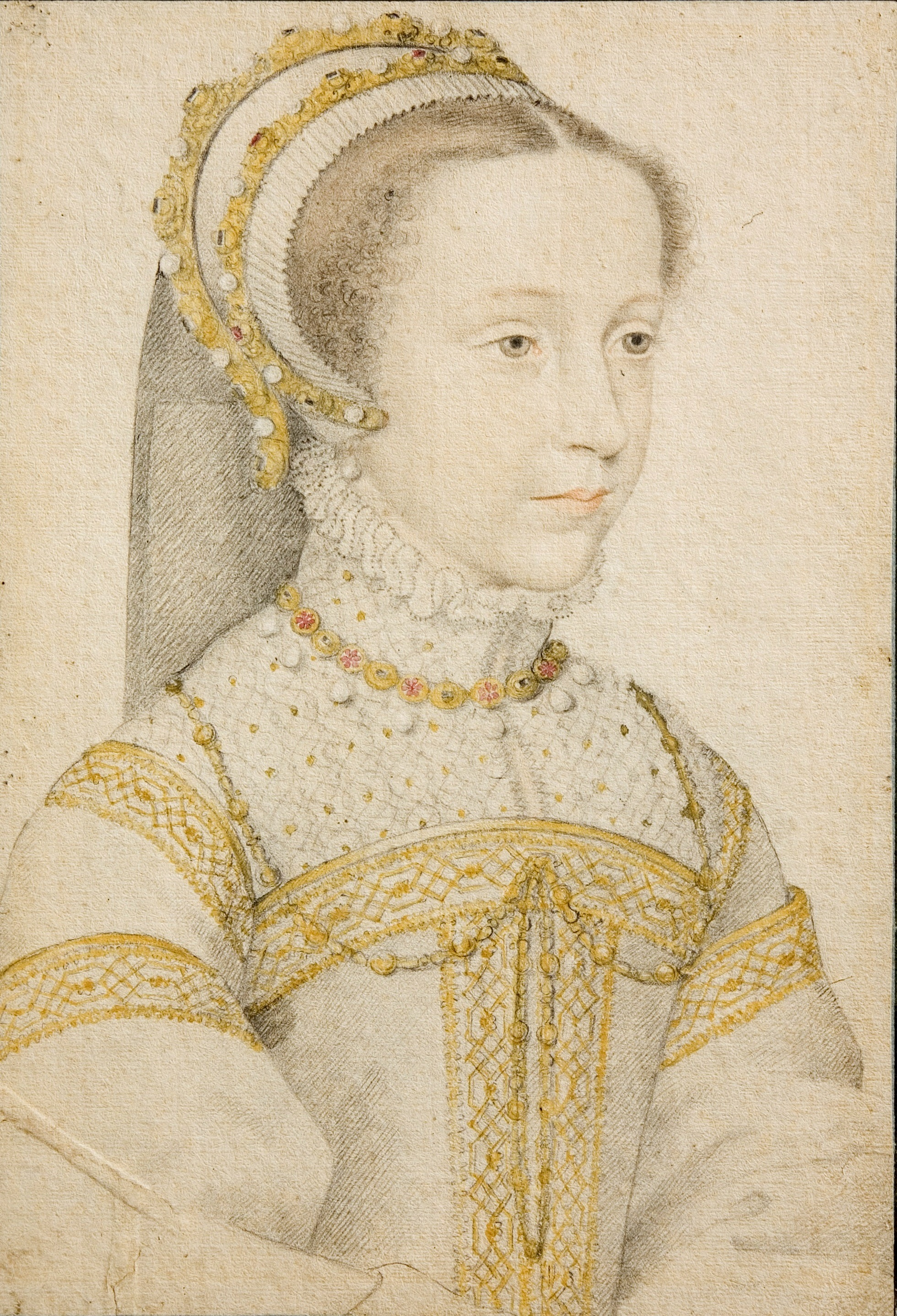
Maria tredicenne, schizzo di François Clouet, 1555

I trattati di Greenwich vennero meno poco dopo l'incoronazione di Maria, l'11 dicembre 1543. Infatti, il fidanzamento non sarebbe stato ottimale per gli scozzesi, soprattutto perché Enrico VIII cercò di modificare l'accordo in modo da poter avere con sé Maria anni prima della data prevista per il matrimonio; inoltre avrebbe anche voluto rompere la tradizionale alleanza degli scozzesi con la Francia. Temendo una sommossa tra il popolo, il Parlamento scozzese ruppe il trattato e l'impegno alla fine dell'anno.
Enrico VIII allora dichiarò guerra alla Scozia - conflitto che venne poi rinominato da Walter Scott "The war of the Rough Wooing", la guerra del brutale corteggiamento - avendo progettato di imporre il matrimonio tra suo figlio e Maria. La guerra consistette in una serie di incursioni sul territorio scozzese e altre azioni militari, costate più di mezzo milione di sterline e molte vite. Nel maggio del 1544, l'inglese conte di Hertford (poi nominato duca di Somerset da Edoardo VI), arrivò a Firth of Forth, sperando di espugnare la città di Edimburgo e rapire Maria, ma Maria di Guisa nascose la bambina nelle camere segrete del castello di Stirling.
Il 10 settembre 1547, noto come il "sabato nero", gli scozzesi subirono un'amara sconfitta nella battaglia di Pinkie Cleugh. Maria di Guisa, preoccupata per la figlia, la inviò temporaneamente nel priorato di Inchmahome, e tornò dall'ambasciatore francese Monsieur D'Oysel.
La Francia, rimanendo fedele all'Auld Alliance, venne in aiuto degli scozzesi. Il nuovo re francese, Enrico II, propose allora di unire la Francia e la Scozia facendo sposare la piccola regina al figlio appena natogli, il delfino Francesco. Questa sembrò a Maria di Guisa l'unica soluzione ragionevole per risolvere la situazione. Nel febbraio del 1548, dopo aver sentito che gli inglesi erano sulla strada del ritorno, Maria trasferì la figlia al castello di Dumbarton. Gli inglesi lasciarono una scia di devastazione dietro di loro ancora una volta e occuparono la città di Haddington, strategicamente collocata. Entro il mese di giugno, il tanto atteso aiuto francese era arrivato. Il 7 luglio, il trattato di matrimonio con la Francia venne firmato presso il convento di monache vicino a Haddington.

### Giovinezza in Francia

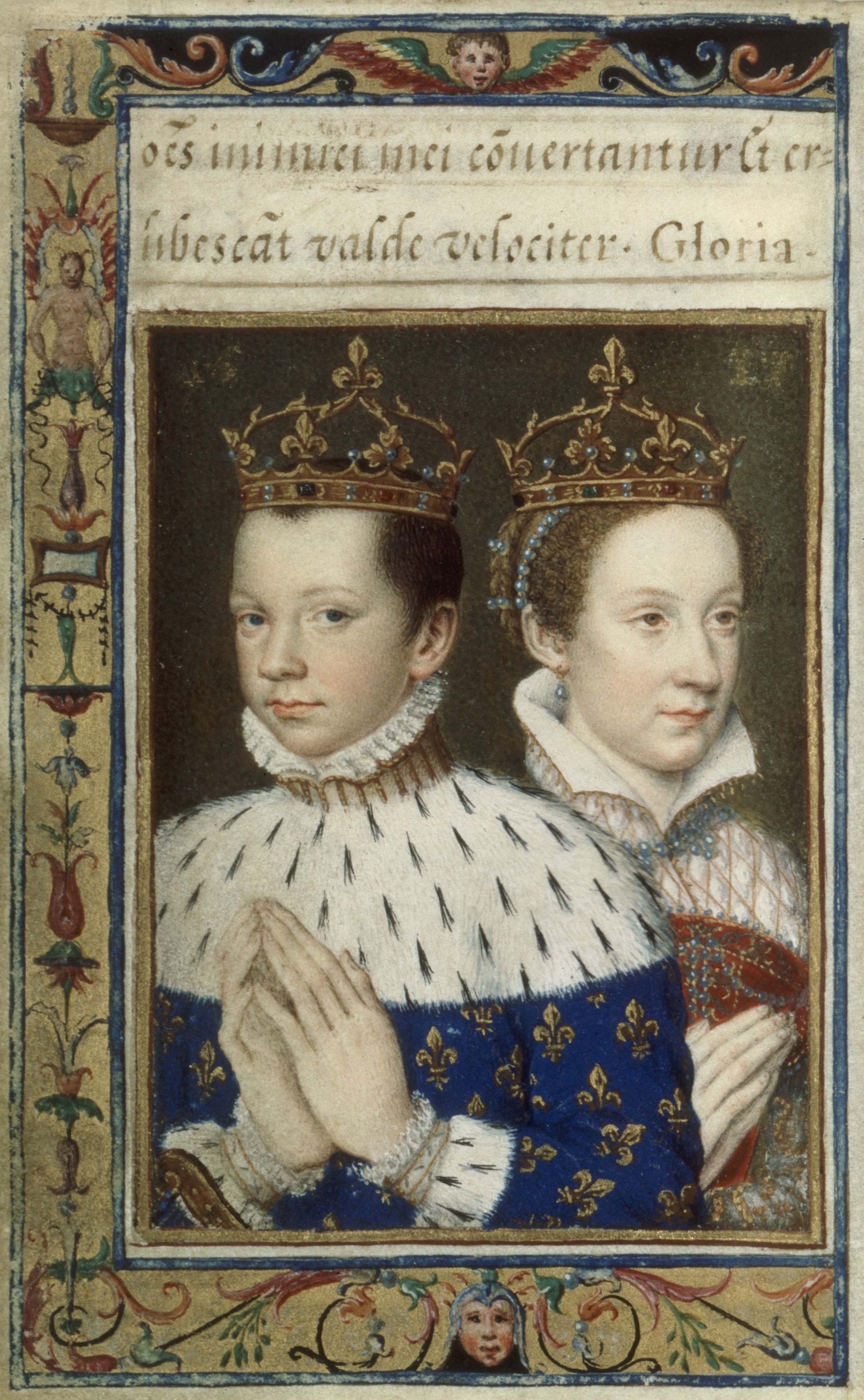
Francesco II e Maria Stuarda in una miniatura del Libro d'ore di Caterina de' Medici, 1573 circa, BnF, ms. NAL 82, f. 154 v.

Grazie al suo matrimonio già combinato, a cinque anni d'età, Maria fu inviata in Francia nel 1548 per trascorrere i suoi successivi tredici anni alla corte dei Valois, dove i suoi parenti, i Guisa, regnavano incontrastati sugli ultimi membri di questa dinastia. Enrico II si offrì di proteggerla e allevarla. Il 7 agosto 1548, la flotta francese inviata da Enrico II salpò da Dumbarton diretta in Francia portando la quinquenne regina di Scozia, accompagnata dal suo piccolo entourage composto da due signori, due fratellastri e dalle "quattro Marie", quattro bambine della sua età tutte chiamate Maria, figlie di alcune delle più nobili famiglie scozzesi: Beaton, Seton, Fleming e Livingston.
Maria, che tutte le fonti storiche dell'epoca concordano nel descrivere come una bambina vivace, bella, dotata di un carattere amabile e intelligente, aveva davanti a sé un'infanzia promettente e fu molto favorita alla corte francese, dove fu allevata dalla nonna Antonia di Borbone-Vendôme, appartenente al ramo cadetto della casa regnante. Ricevette la migliore istruzione possibile e alla fine dei suoi studi aveva padronanza del francese, del latino, del greco, dello spagnolo, dell'italiano in aggiunta alla sua nativa lingua scozzese. Imparò anche a suonare due strumenti, il liuto e il virginale, e fu istruita nella prosa, nella poesia, nell'equitazione, nella caccia con il falcone e nel ricamo. La bellezza di Maria fu decantata da molti suoi contemporanei: dotata di un'altezza straordinaria, ben un metro e ottanta, aveva per conformazione fisica il portamento solenne che era apprezzato in una sovrana. I suoi capelli, biondo-cinerini durante l'infanzia, si scurirono sempre più nella maturità sino a raggiungere un colore fulvo; i suoi occhi a mandorla erano invece color nocciola. La qualità maggiormente apprezzata nel suo aspetto era la pelle bianchissima che, quando Maria si ammalò di vaiolo, fu preservata da un unguento speciale (Elisabetta I, invece, vide il suo incarnato sfigurato dalla terribile malattia). Il suo naso era diritto e con una lieve tendenza all'aquilino, la sua bocca piccola e graziosa, il collo graziosamente slanciato.
Il 24 aprile 1558 si sposò con il delfino Francesco a Notre-Dame de Paris. Diversamente dalla giovane sposa, dotata di un'istruzione eccellente e di una viva intelligenza, Francesco era ritenuto immaturo per la sua - pur giovanissima - età e assai poco promettente. Il 1º luglio 1559, durante i festeggiamenti per la pace di Cateau-Cambrésis, Enrico II, mentre partecipava a una giostra, rimase ferito dalla scheggia di una lancia. Quando il 10 luglio Enrico II morì, Maria divenne la regina consorte di Francia accanto al marito divenuto re come Francesco II.

#### Rivendicazione del trono inglese

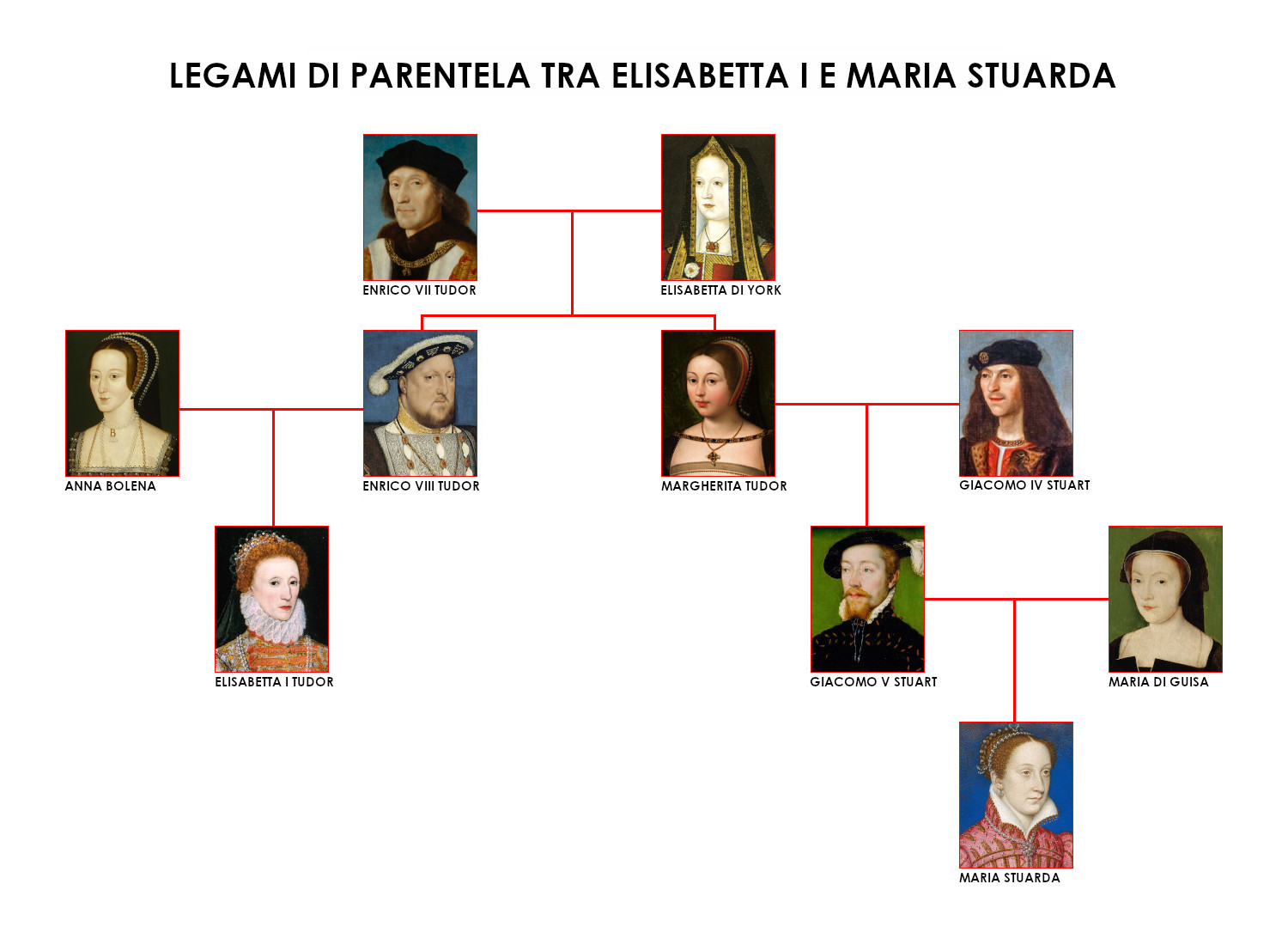
Legami di parentela tra le dinastie Tudor e Stuart

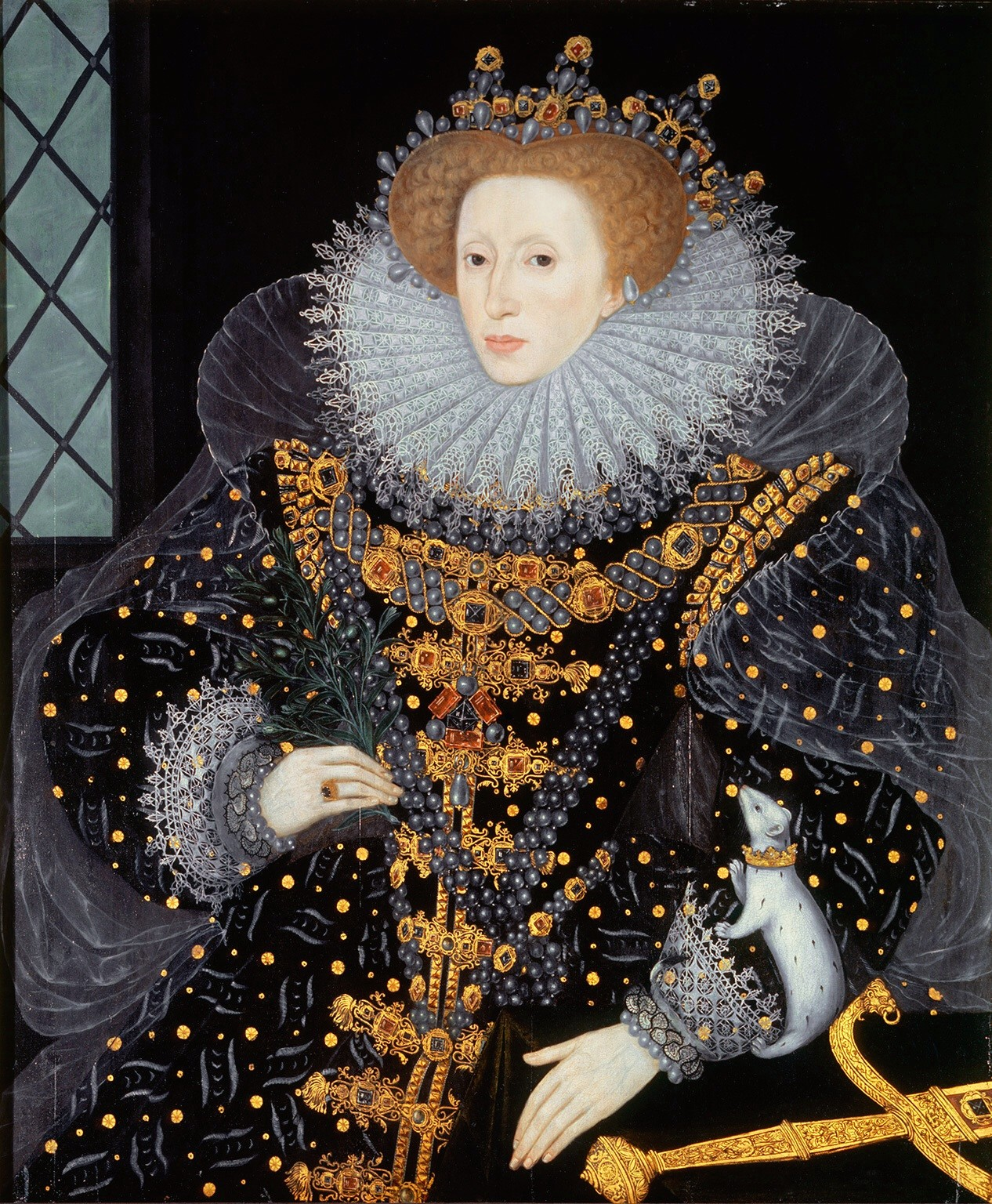
Elisabetta d'Inghilterra, cugina di secondo grado di Maria Stuarda

Il 17 novembre 1558 morì Maria Tudor, figlia di Enrico VIII, l'ultima regina d'Inghilterra di fede cattolica. Secondo la discendenza genealogica, Maria Stuarda era seconda nella linea di successione al trono inglese dopo la cugina Elisabetta, sorellastra di Maria Tudor. I diritti vantati dalla regina di Scozia risalivano ai fratelli Enrico VIII e Margherita Tudor. Quest'ultima era infatti la nonna paterna di Maria. Margherita aveva sposato Giacomo IV di Scozia, padre di Giacomo V di Scozia, a sua volta padre di Maria. Dal momento, però, che Elisabetta era considerata illegittima da molti cattolici in Europa - e, di fatto, il suo stesso padre l'aveva proclamata tale, annullando le proprie nozze con la madre di Elisabetta, Anna Bolena - Enrico II reclamò il trono d'Inghilterra per la nuora, da allora considerata anche regina d'Inghilterra.
Dopo la sua ascesa al trono, Francesco II, in quanto marito della presunta regina d'Inghilterra, reclamò il titolo di re di quella nazione e cominciò a utilizzare anche le insegne inglesi insieme con quelle francesi e scozzesi. Nel frattempo in Scozia continuavano gli scontri con le truppe inglesi e in questo contesto la Francia si impegnò ad aiutare gli scozzesi. Tuttavia, l'incremento ugonotto in Francia, sovvenzionato da Elisabetta e sfociato nel tumulto d'Amboise (6 marzo - 17 marzo 1560), rese impossibile per la Francia aiutare i sostenitori di Maria in Scozia. In seguito i 52 congiurati di Amboise vennero pubblicamente giustiziati alla presenza del popolo, del re Francesco, di sua madre Caterina de' Medici, del fratello Carlo e di Maria. Quest'ultima fu l'unica tra i presenti a mostrare segni di orrore, ma fu ripresa da Caterina, la quale riteneva che una regina non dovesse provare emozioni.

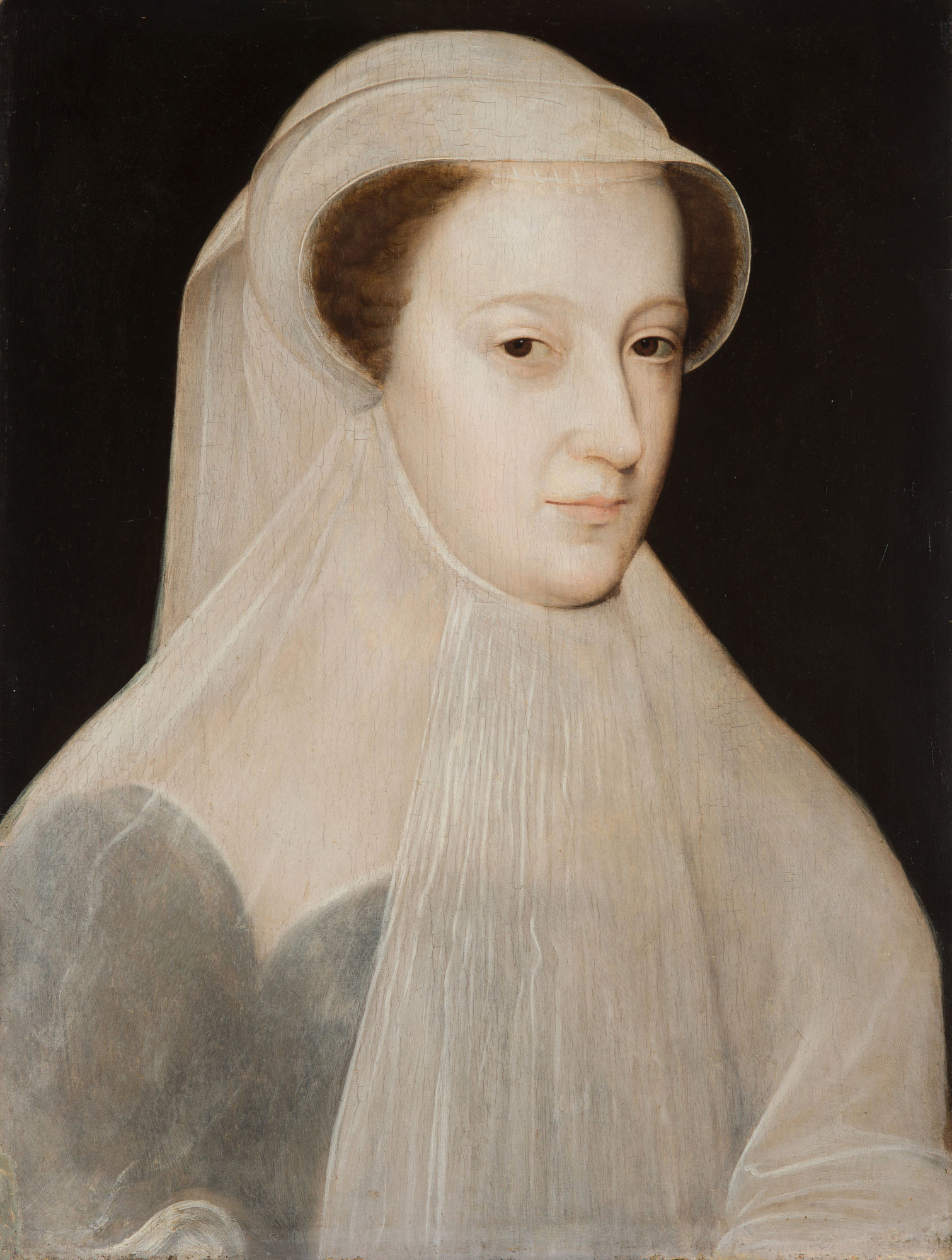
Maria Stuarda con il lutto bianco delle regine di Francia. Ritratto di François Clouet, 1560.

Il 10 giugno 1560 morì la reggente al trono di Scozia Maria di Guisa e poco dopo, il 6 luglio, i rappresentanti di Maria Stuarda firmarono il trattato di Edimburgo, in base ai termini del quale la Francia si impegnava a ritirare le truppe dalla Scozia e a riconoscere a Elisabetta il diritto di regnare sull'Inghilterra. La delicata situazione politica e religiosa che si stava verificando in Francia non permetteva altre soluzioni, ma Francesco e Maria rifiutarono di ratificare ufficialmente il trattato.
Dopo appena due anni di matrimonio, il 5 dicembre 1560, Francesco II morì a causa di una grave infezione a un orecchio che gli aveva procurato un ascesso cerebrale. La diciottenne vedova Maria, indossato il lutto bianco, visse in solitudine i quaranta giorni rituali del lutto regale, poi si trasferì in Lorena presso i suoi zii. La suocera di Maria, Caterina de' Medici, divenuta reggente per il figlio minorenne Carlo IX, riteneva che due regine vedove fossero di troppo e, quando la Stuarda rientrò a corte, le ordinò di ritornare in Scozia per sistemare la grave crisi che si stava verificando nel suo Paese. Infatti, il Parlamento scozzese, senza l'assenso della sovrana, aveva ratificato la modifica della religione di Stato passando da quella cattolica a quella protestante.

### Il ritorno in Scozia: divisione religiosa

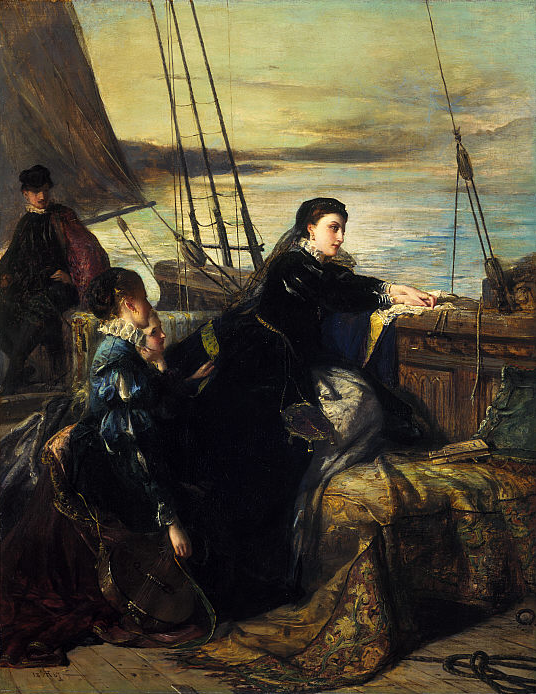
Robert Herdman, L'addio di Maria Stuarda alla Francia, 1867, Edimburgo, National Gallery of Scotland

Maria Stuarda sbarcò a Leith il 19 agosto 1561. L'educazione ricevuta in Francia le aveva fornito molti talenti e virtù, ma non le capacità per far fronte alla pericolosa e complessa situazione politica della Scozia del tempo: senza l'appoggio di Elisabetta, ella avrebbe dovuto rapidamente capitolare.
In quanto devota cattolica romana, la regina fu guardata con sospetto da molti dei suoi sudditi, nonché dalla protestante Elisabetta. La Scozia, dopo la morte di Maria di Guisa, era divisa tra le fazioni cattoliche e quelle protestanti, e il fratellastro illegittimo di Maria, Giacomo Stewart, era un leader della fazione protestante. Inoltre, anche il riformatore calvinista John Knox, che aveva fatto molti proseliti fra la popolazione, predicò contro Maria, condannandola per l'ascolto della messa, la pratica della danza, gli abiti troppo elaborati, e per molti altri "reati", reali o immaginari che fossero. La sovrana, dal canto suo, non ebbe la capacità né la fermezza per affrontare con piglio deciso il problema.
Con la conseguente delusione della parte cattolica, Maria tollerò la supremazia protestante recentemente istituita e nominò il fratellastro Giacomo Stewart come suo principale consulente. In questo, ella palesò l'effettiva lacuna di un potere militare rispetto ai lord protestanti. Infatti si unì a Giacomo nella distruzione del capo della fazione cattolica, Lord Huntly, nel 1562.
Maria ebbe anche dei ripensamenti circa l'oltraggio fatto a Elisabetta, e tentò di ricomporre la rottura, inviando William Maitland di Lethington in veste di ambasciatore alla corte inglese per sostenere la propria causa come potenziale erede al trono. Elisabetta rifiutò di nominare ufficialmente un erede presuntivo, temendo che questo avrebbe scatenato dei complotti per assassinarla e sostituirla con il successore designato: «Io conosco l'incostanza del popolo d'Inghilterra, so come gli dispiaccia sempre il governo presente e abbia gli occhi fissi sulla persona prossima in ordine di successione». D'altro canto la regina Elisabetta assicurò all'ambasciatore che, tra i possibili eredi, Maria era la sua preferita nonché quella dotata dei diritti più legittimi.
Nel dicembre del 1561 furono presi degli accordi per far incontrare le due regine in Inghilterra, a York o Nottingham, nell'agosto o settembre del 1562, ma Elisabetta inviò Sir Henry Sidney a luglio per cancellare l'incontro a causa della guerra civile scoppiata in Francia. Nel 1563 la regina d'Inghilterra tentò un'altra via per neutralizzare Maria, suggerendole di sposare Robert Dudley, conte di Leicester, del quale Elisabetta si fidava essendo un suo grande favorito - e secondo alcune fonti, suo amante - e che poteva controllare. Inoltre, essendo Dudley un protestante, una simile unione avrebbe risolto in maniera soddisfacente il doppio problema della regina. La sovrana inviò un ambasciatore per riferire a Maria la proposta: se lei avesse voluto sposare qualcuno (ancora non nominato) scelto da Elisabetta, ella avrebbe proceduto «all'inquisizione sul suo diritto e titolo per essere la nostra prossima cugina e erede». Maria, nondimeno, rifiutò la proposta.

#### Matrimonio con Lord Darnley

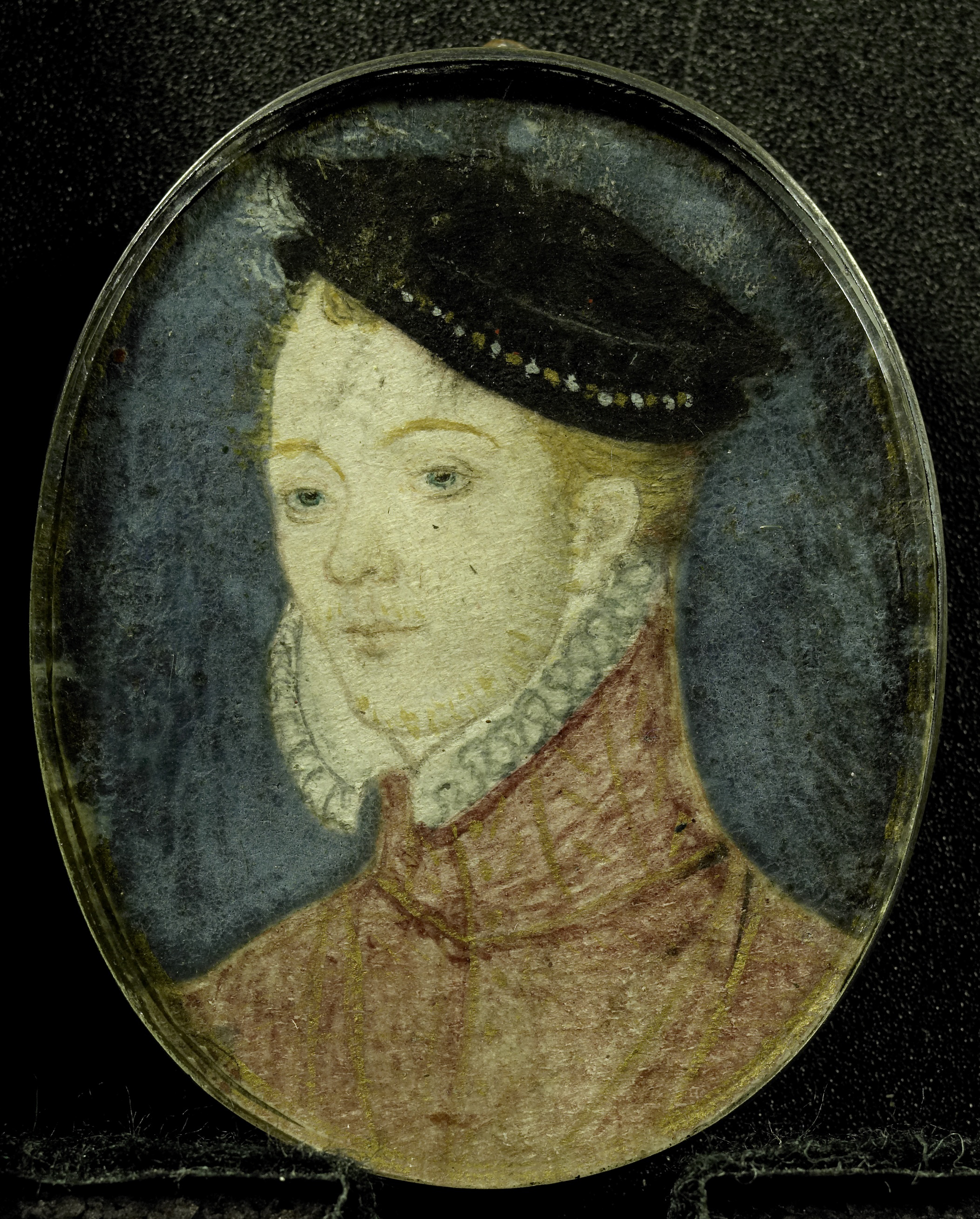
Il secondo marito di Maria, Lord Darnley

Una delle primarie necessità della giovane regina fu quella di trovare un nuovo marito, in grado di garantirle un'utile alleanza politica. Senza chiedere il suo assenso, il cardinale di Lorena, suo zio, diede inizio a trattative matrimoniali con l'arciduca Carlo d'Austria, figlio dell'imperatore Ferdinando I. Tuttavia, Maria non vedeva vantaggi in quell'unione ed ebbe un alterco con lo zio, colpevole di averla coinvolta suo malgrado in quei negoziati. Personalmente Maria intavolò delle trattative con la Spagna per sposarne l'erede al trono, il mentalmente instabile Don Carlos, ma l'offerta fu rifiutata da Filippo II.
Il 29 luglio 1565, all'Holyrood Palace di Edimburgo, convolò a nozze con Enrico Stuart, Lord Darnley, suo cugino di primo grado. L'unione fece infuriare Elisabetta, la quale riteneva che si sarebbe dovuto chiedere il suo benestare, poiché l'uomo era un suddito inglese. Inoltre, Elisabetta si sentiva minacciata dal loro matrimonio, perché sia Maria sia Enrico erano pretendenti al trono, in quanto discendenti diretti di Margherita Tudor, la sorella maggiore di suo padre, Enrico VIII. Gli eventuali discendenti della coppia avrebbero ereditato entrambe le rivendicazioni e, di conseguenza, sarebbero stati prossimi al trono d'Inghilterra.
Questo matrimonio con un leader cattolico incitò il fratellastro di Maria, il conte di Moray a unirsi con gli altri lord protestanti in una ribellione aperta, fomentati da Elisabetta. Maria organizzò un incontro a Stirling il 26 agosto 1565 per confrontarsi, e ritornò a Edimburgo il mese seguente per aumentare il numero delle truppe. Moray e i lord ribelli furono messi in fuga ed esiliati, con una decisiva azione militare divenuta nota come "l'incursione di Chaseabout".

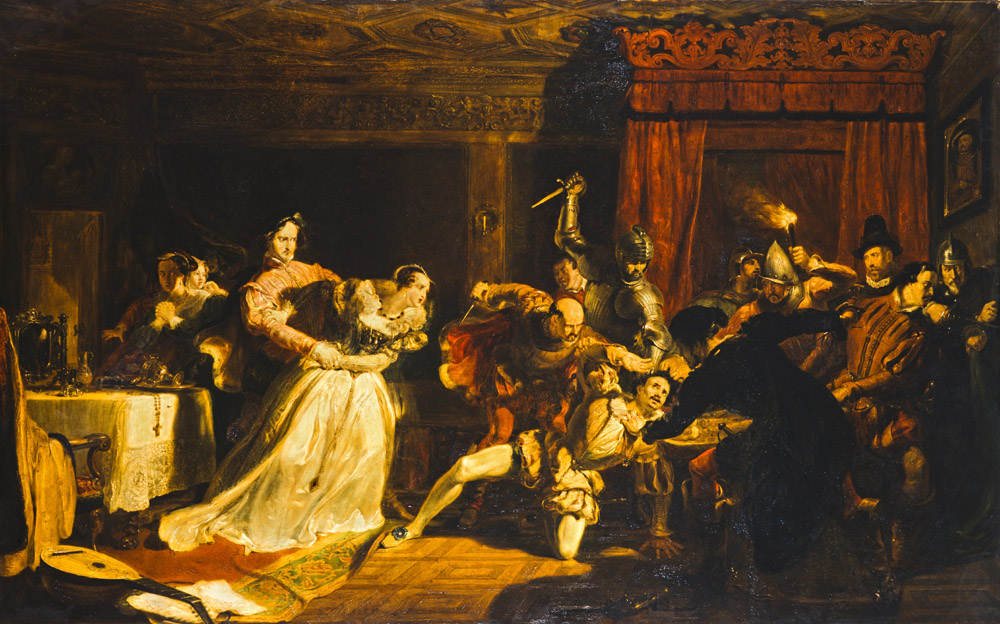
William Allan, L'assassinio di Davide Rizzio, 1833, Edimburgo, National Gallery of Scotland

Non molto tempo dopo, Maria rimase incinta. Darnley, fisicamente prestante ma ottuso e violento, divenne arrogante e domandò un potere commisurato al suo titolo di re. In una occasione aggredì fisicamente Maria nel tentativo, infruttuoso, di provocarle un aborto. L'intelligente e ambizioso musico di origine piemontese Davide Rizzio (o Davide Riccio) divenne il più intimo confidente di Maria, nonché suo segretario particolare: i rapporti fra i due erano così stretti che si cominciò a mormorare che fossero amanti. Lo strano legame cominciò a destare l'accesa ostilità dei nobili protestanti sconfitti da Maria e, nel marzo del 1566, sebbene cattolico, Darnley si unì a loro in una cospirazione. Il 9 marzo, un gruppo di nobiluomini accompagnati da Darnley, uccise Rizzio davanti agli occhi di Maria, mentre i due si trovavano a colloquio a Holyrood Palace. Darnley in seguito cambiò fazione e tradì i lord, ma l'omicidio del musico fu la causa della rottura del loro matrimonio. Enrico si era rivelato incapace come marito e come regnante, al punto da costringere Maria a esautorarlo gradualmente di ogni carica regale e coniugale.
In seguito alla nascita del loro figlio, Giacomo, il 19 giugno 1566, fu organizzato un piano per eliminare Darnley, che era già malato (ufficialmente di vaiolo, ma è possibile che fosse affetto da sifilide). Darnley si stava curando in una casa di Edimburgo, dove Maria lo andava a trovare spesso, in modo tale che sembrasse possibile una riappacificazione. Nel febbraio del 1567, si verificò un'esplosione nella casa di Kirk o' Field e Darnley fu trovato morto in giardino. Questo evento, che avrebbe dovuto essere la salvezza di Maria, danneggiò invece la sua reputazione, benché ancora sia dubbio se essa fosse o meno a conoscenza del piano per assassinare il marito. James Hepburn, IV conte di Bothwell, un avventuriero che sarebbe diventato il suo terzo marito, fu accusato di essere colpevole dell'omicidio e fu portato davanti a un processo farsa, dal quale fu comunque assolto. Maria cercò di riconquistare il sostegno dei suoi lord, mentre Bothwell spinse molti di loro a firmare l'Ainslie Tavern Bond, nel quale si accordarono per sostenere le sue pretese di sposare Maria.

### Abdicazione e prigionia

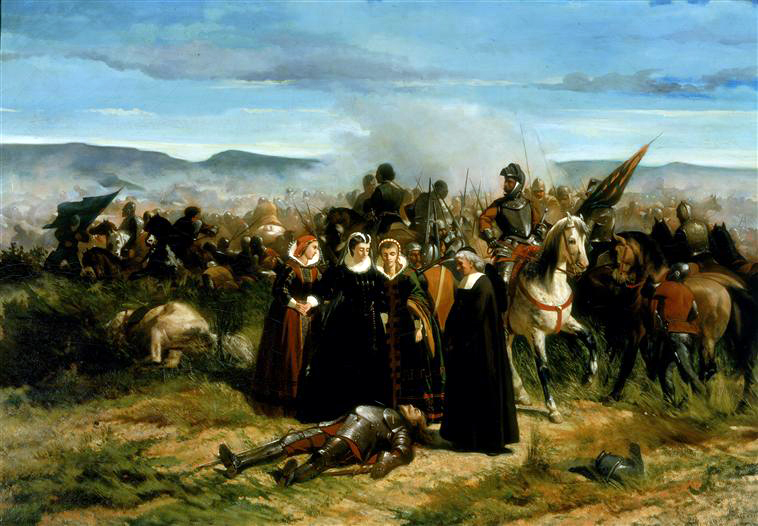
Giovanni Fattori, Maria Stuarda al campo di Crookstone, 1859-1861, Firenze, Galleria d'arte moderna

Il 24 aprile 1567 Maria visitò per l'ultima volta suo figlio Giacomo, che all'epoca aveva circa dieci mesi, al castello di Stirling. Durante il viaggio di ritorno a Edimburgo, con il suo accordo o meno, venne rapita da Bothwell e dai suoi uomini e condotta al castello di Dunbar, dove Bothwell potrebbe averla forzata a consumare immediatamente, e quindi irreparabilmente, il matrimonio previsto dall'Ainslie Tavern Bond, a cui lei pure si era impegnata. Secondo la testimonianza del diplomatico James Melville di Halfill (1535–1617), che era presente a Dunbar, si trattò effettivamente di uno stupro, ma l'opinione pubblica dominante ritenne subito che tutta la faccenda del rapimento fosse stata in effetti solo una montatura finalizzata a salvare la faccia della regina. Il 6 maggio ritornarono a Edimburgo e, previo tempestivo divorzio di Bothwell dal suo precedente matrimonio, il 15 maggio, presso il palazzo di Holyrood, lui e Maria si sposarono con il rito protestante.
La nobiltà scozzese si rivoltò contro Maria e Bothwell e sollevò un esercito contro di loro. Si confrontarono a Carberry Hill il 15 giugno, ma non ci fu alcuna battaglia, poiché Maria aveva accettato di seguire i lord a condizione che essi la reinsediassero sul trono e lasciassero andare Bothwell (il quale fu incarcerato in Danimarca e, diventato pazzo, morì nel 1578 ancora in prigione). Tuttavia i lord ruppero la loro promessa, riportarono Maria a Edimburgo e la imprigionarono nel castello di Loch Leven, situato nel mezzo di un'isola. Tra il 20 e il 23 luglio Maria abortì due gemelli. Il 24 luglio 1567 fu costretta ad abdicare al trono scozzese in favore del suo unico figlio, Giacomo, che aveva solo un anno.
Il 2 maggio 1568, Maria scappò da Loch Leven e ancora una volta riuscì a radunare un piccolo esercito, si gettò nel campo di battaglia e cavalcò alla testa dei suoi soldati, esortandoli a seguire il suo esempio. Dopo la sconfitta del suo esercito nella battaglia di Langside il 13 maggio, si rifugiò in Inghilterra, sulla base di una lettera della cugina Elisabetta che le prometteva aiuto. Quando Maria entrò in Inghilterra il 19 maggio, tuttavia, fu imprigionata dagli ufficiali di Elisabetta a Carlisle.
Maria fu trasferita nel castello di Bolton nel luglio del 1568 e vi rimase sotto la tutela di Lord Scrope. Visse in questo castello, che fu attrezzato per il suo soggiorno, fino al gennaio 1569, quando fu reclusa nel castello di Tutbury.
Dopo alcune indecisioni sul fatto che Maria dovesse essere processata o meno per l'assassinio di Darnley, Elisabetta ordinò un'inchiesta invece di un processo, che si svolse a York dall'ottobre del 1568 fino al gennaio del 1569. L'inchiesta fu politicamente influenzata, ma Elisabetta non volle accusare apertamente Maria di omicidio.

#### Lettere del cofanetto (Casket Letters)

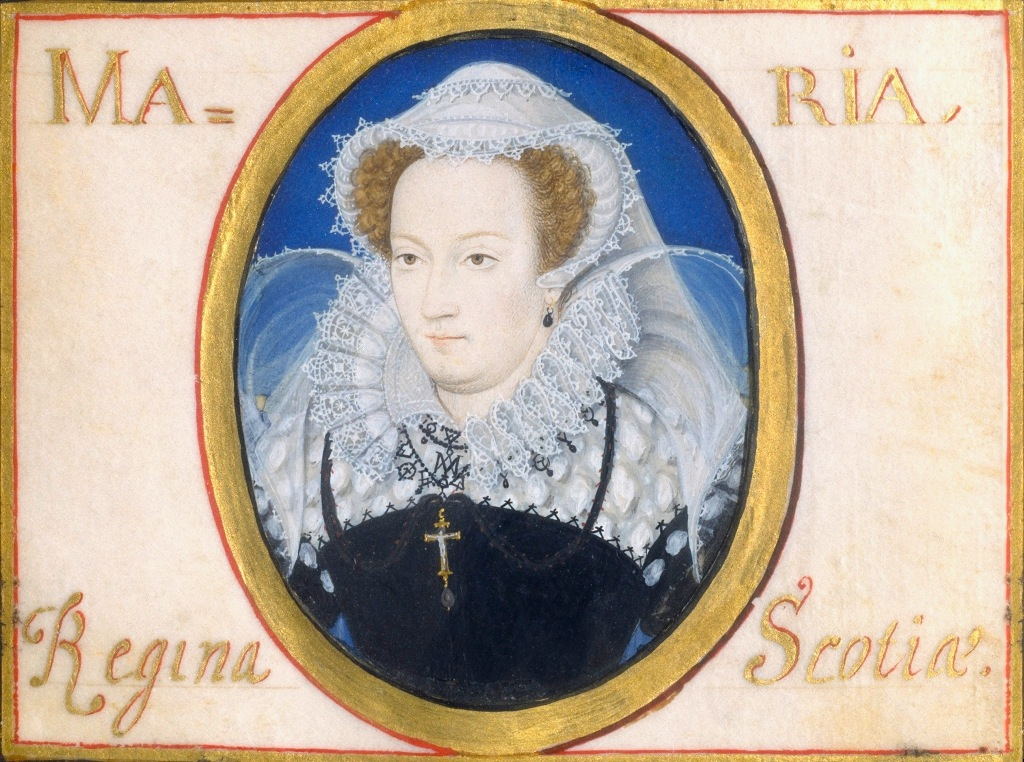
Maria Stuarda durante la prigionia. Miniatura di Nicholas Hilliard, 1578, Londra, Victoria and Albert Museum.
Si tratta dell'unico ritratto realizzato dal vivo, durante la lunga cattività inglese di Maria. Da esso derivano numerosi dipinti, a mezza figura o figura intera, detti "ritratti di Sheffield", dal nome del luogo in cui la regina si trovava quando la miniatura fu realizzata. Un esemplare identico si trova nella Royal Collection.

Maria rifiutò di riconoscere il potere di processarla a un qualsiasi tribunale in quanto era una "regina consacrata da Dio", e inoltre l'uomo incaricato del perseguimento penale era il suo fratellastro Giacomo, che regnava in Scozia in assenza di Maria, e quindi il suo movente principale era di mantenere lei fuori dalla Scozia e i suoi sostenitori sotto controllo. A Maria non fu permesso né di vedere questi ultimi, né di parlare in loro difesa davanti al tribunale. Inoltre Maria rifiutò di lasciare una difesa, a meno che Elisabetta non avesse garantito un verdetto di non colpevolezza, cosa che la regina d'Inghilterra non avrebbe fatto. L'indagine era incentrata sulle "lettere del cofanetto", ovvero un lungo componimento poetico e otto lettere presumibilmente scritte da Maria a Bothwell, segnalate da James Douglas, IV conte di Morton, che le aveva trovate a Edimburgo in un cofanetto d'argento con incisa una F (che forse indicava Francesco II) insieme con un certo numero di altri documenti, incluso il certificato di matrimonio tra Maria e Bothwell. Il contenuto delle lettere indicava che la regina Mary era coinvolta insieme a Bothwell nell'omicidio di suo marito Lord Darnley. L'autenticità delle lettere del cofanetto è stata fonte di molte polemiche tra gli storici, perché gli originali sono andati persi e le copie disponibili in varie collezioni non formano un insieme completo. Maria sosteneva che la sua scrittura non era difficile da imitare e, recentemente, sono state suggerite diverse ipotesi: o che le lettere fossero completamente false, o che i passaggi incriminati fossero stati inseriti in lettere originali prima dell'indagine, o anche che fossero state scritte a Bothwell da altre persone. Analisi dello stile e dei contenuti hanno escluso la possibilità che esse fossero opere originali di Maria Stuarda. Tali lettere non apparvero pubblicamente se non all'Inchiesta di York del 1568. La storica Jenny Wormald crede che questa riluttanza degli scozzesi a mostrare le lettere e poi a distruggerle nel 1584 possa essere motivata dal contenuto delle suddette, prova indiscussa del coinvolgimento di Maria Stuarda, mentre la storica Alison Weir crede che il tempo che gli scozzesi presero per mostrare le lettere alla regina inglese fosse stato utilizzato per crearle. Due ipotesi agli estremi della vicenda che vedono, nella prima, la complicità di Maria e, nella seconda, la sua innocenza. In ogni caso molti dei contemporanei della regina di Scozia credettero alla loro veridicità, tra questi vi era anche il Duca di Norfolk. I commissari, una buona parte, accettarono la presunta autenticità delle lettere avendole confrontate con la grafia di Maria. Elisabetta I, in ogni caso, non concluse nulla da questa commissione: nulla era ancora provato.

#### Il complotto Ridolfi

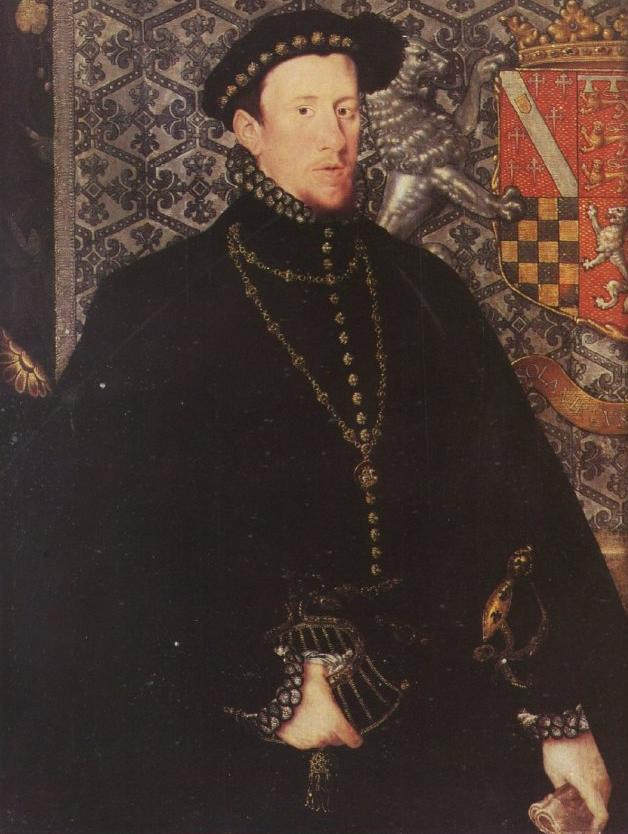
Thomas Howard, IV duca di Norfolk, che aspirò alla mano di Maria, la quale ricambiava i suoi sentimenti

Dopo l'inchiesta di York, nel gennaio del 1569, Elisabetta ordinò che Maria venisse trasferita, sotto la custodia di Lord Knollys, marito di sua cugina Catherine Carey, nel castello di Tutbury, dove arrivò il 3 febbraio. Il castello si trovava vicino a un'ampia palude e i miasmi che ne salivano non portavano beneficio alla cagionevole salute della regina di Scozia. Qui Maria conobbe Bess di Hardwick e suo marito George Talbot, VI conte di Shrewsbury, che divenne il suo custode per quindici anni e mezzo, salvo alcune brevi interruzioni. La principale attività di Maria Stuarda divenne il ricamo, e insieme con Lady Shrewsbury realizzò molti arazzi di pregiata fattura. Fu in quest'occasione che incominciò a ricamare sulle sue vesti il famoso motto En ma Fin gît mon Commencement (Nella mia fine è il mio principio), cui affiancò anche lo stemma di sua madre Maria di Guisa: una fenice che risorgeva dalle fiamme. Maria però lo aveva caricato di un nuovo significato legato alla vittoria dell'anima sul corpo dopo la morte.
In marzo la salute di Maria peggiorò e cominciò ad avere un forte dolore alla milza, ma nemmeno il trasferimento alla più salubre residenza di Wingfield migliorò la situazione. A maggio, fu trasferita nella bella Chatsworth House dove fu visitata da due medici. Ben presto Maria intrecciò un rapporto epistolare con Thomas Howard, IV duca di Norfolk, l'unico duca inglese, nonché cugino di Elisabetta. Maria sperava di poter sposare il «suo Norfolk», come lo chiamava, e di poter essere liberata, senza contare che confidava nell'approvazione regia per il suo nuovo matrimonio. In più, il conte di Leicester inviò una lettera a Maria in cui la informava che, se avesse mantenuto la fede protestante in Scozia e sposato Norfolk, i nobili inglesi le avrebbero fatto restituire il trono e sarebbe stata nominata legittima erede di Elisabetta. A questo punto Norfolk e Maria si fidanzarono e lui le inviò un anello di diamanti. A settembre, Elisabetta scoprì le trattative segrete e, infuriatasi, fece condurre il duca di Norfolk nella Torre di Londra, mentre Maria fu nuovamente trasferita a Tutbury con un nuovo carceriere, Huntington.
Nel maggio del 1570, Maria fu nuovamente portata a Chatsworth House, ma nello stesso periodo papa Pio V promulgò la bolla Regnans in Excelsis che scomunicava Elisabetta e rendeva i sudditi cattolici liberi dall'obbedirle. Alcuni signorotti locali organizzarono un piano di fuga per liberare la regina di Scozia, ma quest'ultima non vi prese parte, poiché confidava ancora nella possibilità che Elisabetta - ormai prossima ai quarant'anni, nubile e senza eredi - la reinsediasse sul trono. Elisabetta, infatti, fu persuasa dai rappresentanti di Carlo IX a promettere di aiutare Maria a riconquistare il trono. Lord Cecil fece visita a Maria nel castello di Sheffield e le presentò una lunga serie di articoli che avrebbero stabilito l'alleanza tra lei e Elisabetta. Le trattative prevedevano la ratifica del trattato di Edimburgo, con la relativa rinuncia al trono inglese da parte della regina di Scozia; inoltre, quest'ultima non avrebbe potuto sposarsi senza il consenso della cugina. Alla fine però non se ne fece nulla e, nella primavera del 1571, Maria scrisse in una lettera a Sussex che ormai confidava poco nella risoluzione dei suoi problemi.
Nell'agosto del 1570 Norfolk fu liberato dalla Torre e, di lì a poco, prese parte a una cospirazione assai più pericolosa della precedente. Un banchiere italiano, Roberto Ridolfi, fece da intermediario tra il duca di Norfolk e la regina Maria affinché i due si sposassero con l'aiuto delle potenze straniere. Infatti, il suo piano prevedeva che il Duca d'Alba invadesse l'Inghilterra dai Paesi Bassi causando una sommossa dei cattolici inglesi, quindi, una volta catturata Elisabetta, Maria sarebbe salita sul trono insieme con il suo nuovo consorte. Ma né Filippo II di Spagna, né il duca d'Alba avevano intenzione di aiutarlo, inoltre non era assicurata la sollevazione inglese. Elisabetta, messa in allerta dal granduca di Toscana, che era facilmente venuto a conoscenza dei piani di Ridolfi, scoprì il complotto e fece arrestare i congiurati. Norfolk, arrestato il 7 settembre 1571, fu processato nel gennaio del 1572 e giustiziato il 2 giugno dello stesso anno. Il complotto Ridolfi provocò un ripensamento in Elisabetta. Con l'incoraggiamento della regina, il parlamento introdusse un disegno di legge che nel 1572 bloccò Maria dall'ascesa al trono. Elisabetta inaspettatamente rifiutò di dare il suo consenso. Il più estremo limite cui giunse fu nel 1584, quando introdusse un documento, il Bond of Association, finalizzato a prevenire che eventuali aspiranti al trono approfittassero del suo omicidio e che tali mandanti venissero perseguiti sino alla morte. Dal momento che numerosi complotti erano rivendicati in nome di Maria, di fatto il documento si rivelò una cospirazione ai danni della regina di Scozia. Non era giuridicamente vincolante, ma fu firmato da migliaia di persone, tra cui Maria stessa.

#### Il complotto Babington

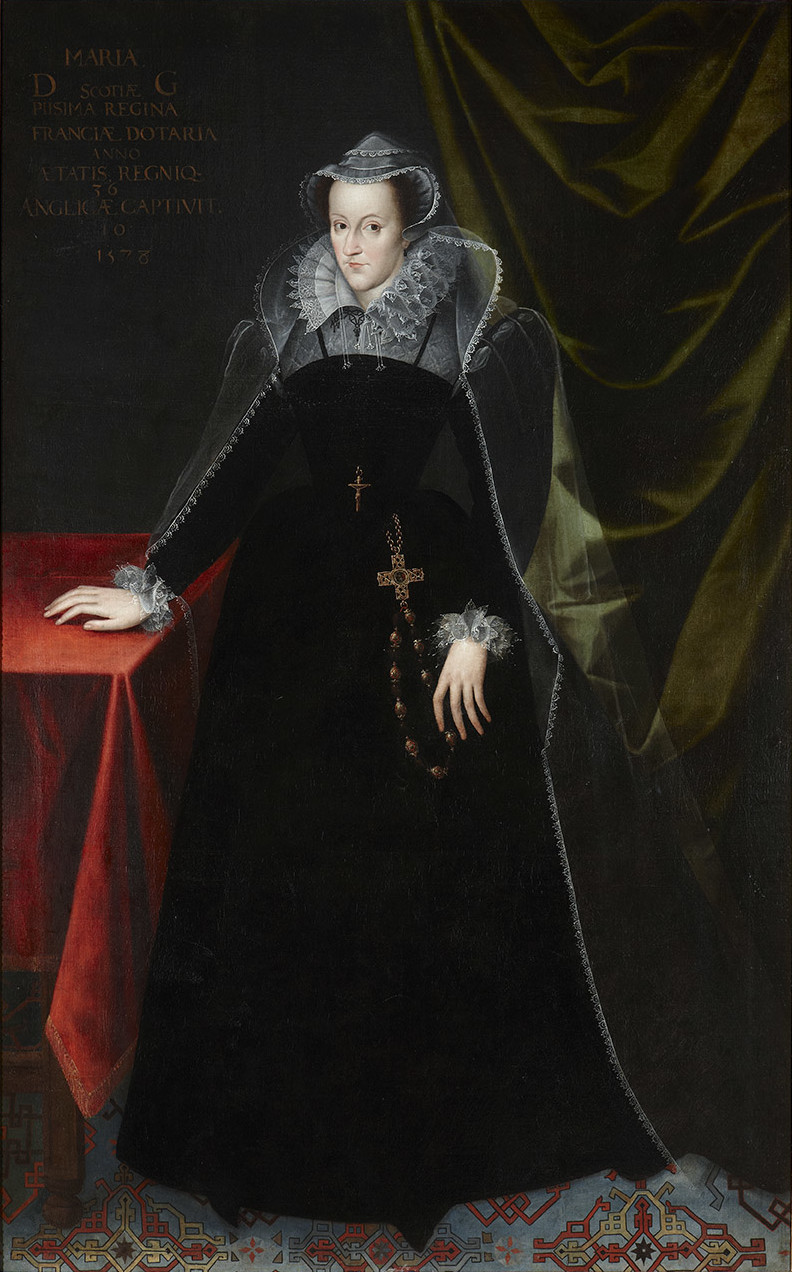
Maria Stuarda durante la prigionia. Dipinto ispirato alla miniatura di Nicholas Hilliard, inizio del XVII secolo, Madrid, Palazzo di Liria.

In nome di Maria Stuarda furono rivendicati numerosi complotti per assassinare Elisabetta, aumentare i cattolici dell'Inghilterra del Nord e innalzare la regina di Scozia al trono inglese con l'aiuto della Francia e della Spagna. Il più importante fu il complotto Babington, che fu il risultato di diverse congiure, con diversi scopi: di fatto si rivelò una trappola tesa a Maria da parte di Sir Francis Walsingham, il capo delle spie di Elisabetta, e dei nobili inglesi che ritenevano inevitabile l'esecuzione del «mostruoso drago scozzese». Dal 1585 Maria era stata affidata, nel castello di Tutbury, alla custodia di Amyas Paulet, un rigido puritano immune al fascino della regina di Scozia e che, a differenza di Knollys e Shrewsbury, la trovava fastidiosa: da quel momento la prigionia di Maria divenne un vero e proprio incarceramento. Paulet riteneva suo compito leggere tutte le lettere di Maria e inoltre le impedì di inviarle segretamente attraverso le lavandaie; per di più non tollerava che la regina facesse la carità ai poveri, ritenendo che fosse soltanto un modo per ingraziarsi la gente del luogo. Si spinse al punto di voler bruciare un pacchetto, diretto alla regina, che conteneva «abominevoli porcherie», ovverosia rosari e stoffe di seta con la scritta Agnus Dei. Dal momento che Maria non tollerava la malsana aria di Tutbury, fu deciso di trasferirla a Chartley Hall, una residenza del conte di Essex, dove giunse a Natale. A questo punto Walsingham incominciò a muoversi.

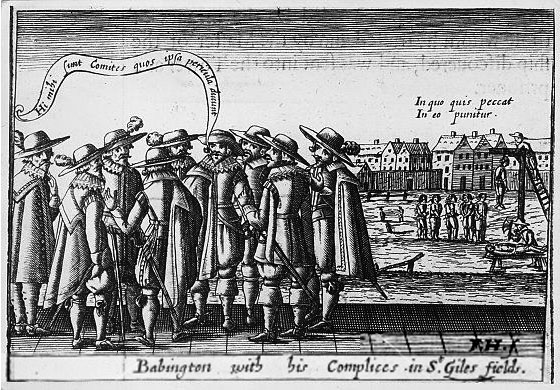
I congiurati del complotto Babington in una stampa dell'epoca

Gilbert Gifford, un corriere coinvolto in un piano per liberare Maria, al suo ritorno dalla Francia, fu catturato da Walsingham e convinto da quest'ultimo a lavorare per lui: una volta avvisato Paulet, Gifford ebbe modo di contattare Maria, che non riceveva più lettere da un anno, e le fece scoprire un modo per contattare i suoi corrispondenti francesi, "senza" che Paulet lo scoprisse. Maria dettava le sue lettere al suo segretario Nau, che le scriveva in codice, quindi venivano avvolte in un sacchetto di cuoio e inserite nei turaccioli delle botti di birra che regolarmente rifornivano il palazzo. Le lettere giungevano nelle mani di Gifford nella vicina Burton, quest'ultimo le riportava a Paulet, che le faceva decifrare e portare a Londra da Walsingham. Una volta ricopiate, Gifford le consegnava all'ambasciatore francese, che le portava a Parigi da Thomas Morgan, il corrispondente di Maria, esule in Francia ma anch'egli, come Gifford, agente governativo.
Dunque alla falsa cospirazione di Gifford per liberare Maria, venne a unirsi un reale complotto operato da alcuni giovani gentiluomini inglesi. Il capo di questo gruppo di giovani cattolici, che vedevano in Maria una martire, era Sir Anthony Babington: il loro piano era quello di uccidere Elisabetta e di porre sul trono la regina di Scozia. Babington, che aveva avuto dei contatti con Morgan in passato, si trovò a unire, inconsapevolmente, il suo complotto a quello orchestrato da Walsingham. Maria, che aveva sempre tenuto in scarsa considerazione i piani della piccola nobiltà locale, si sentì rassicurata sul conto di Babington sia da parte di Morgan, sia da parte del cognato di Nau. Perciò, intraprese una corrispondenza col giovane, che il 14 luglio le inviò l'esatto piano di fuga e di assassinio di Elisabetta. Walsingham, che aveva già decrittato la lettera di Babington, aspettò la risposta di Maria, che l'avrebbe indiscutibilmente resa colpevole di alto tradimento. Maria, confusa e indecisa sul da farsi, chiese un parere di Nau, che le consigliò di lasciar perdere, come aveva sempre fatto, simili piani. Maria alla fine decise di rispondere e il 17 luglio scrisse una missiva in cui indicava con esattezza le condizioni necessarie per liberarla, ma non dette una reale risposta sull'attentato a Elisabetta. In questo modo, la colpevolezza di Maria non era assicurata, motivo per cui Phelippes, il decrittatore di Walsingham, ci aggiunse un poscritto relativo all'assassinio della regina inglese. Due giorni dopo l'invio, la lettera era nelle mani di Walsingham e Phelippes, e il 29 luglio raggiunse Babington. Quest'ultimo, dunque, fu arrestato il 14 agosto e condotto nella Torre di Londra, dove confessò l'intero piano.

### Il processo e la condanna

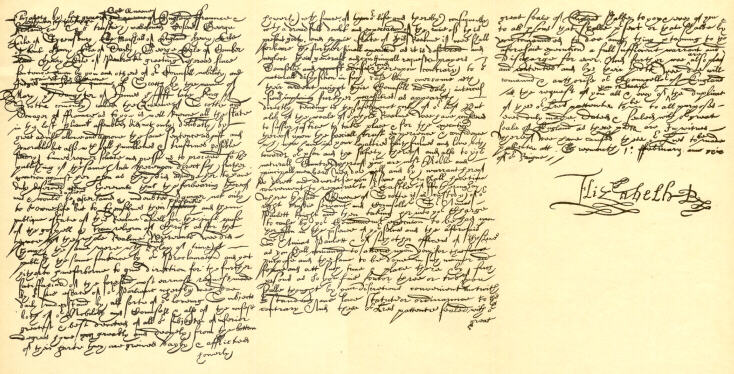
La condanna a morte di Maria firmata da Elisabetta

Una volta scoperti, i congiurati vennero torturati, processati sommariamente e squartati. Nel settembre del 1586, Maria fu condotta nel castello di Fotheringhay, sempre sotto la custodia di Amyas Paulet. I giuristi si trovarono in difficoltà nell'organizzare il processo a Maria, poiché un sovrano straniero non poteva essere giudicato e in un caso simile avrebbe dovuto essere esiliato dal Paese. Per evitare di andare contro le leggi ricercarono esempi di altri sovrani giudicati da un tribunale, ma i risultati furono piuttosto inconcludenti: lo sconosciuto Caietano, tetrarca dei tempi di Giulio Cesare, Licinio, cognato di Costantino, Corradino di Svevia e Giovanna di Napoli. La legge era contro di loro: infatti, a quel tempo, prevedeva che un accusato venisse giudicato da persone sue pari e nessuno dei più alti lord inglesi era al pari della regina scozzese e la stessa Elisabetta non avrebbe potuto giudicarla. I giuristi fecero leva sul fatto che il "crimine" fosse avvenuto in Inghilterra e, utilizzando questa scusante, poterono procedere e istituire un tribunale formato dai più importanti nobili d'Inghilterra.
Maria, tuttavia, non volle categoricamente sottostare a una simile condizione e contro gli ambasciatori che le fecero visita l'11 ottobre, tuonò queste parole: «Come, la vostra signora non sa che sono nata regina? Crede che umilierò la mia posizione, il mio stato, la famiglia da cui provengo, il figlio che mi succederà, i re e i principi stranieri i cui diritti vengono calpestati nella mia persona, accettando un simile invito? No! Mai! Per quanto possa sembrare piegata, il mio cuore è saldo e non si sottoporrà a nessuna umiliazione». Il giorno seguente Maria fu visitata da una deputazione di commissari, tra i quali Sir Thomas Bromley, che le intimò che, per quanto protestasse, ella era suddita inglese e soggetta alle leggi dell'Inghilterra e quindi avrebbe dovuto presenziare al processo: qualora non lo avesse fatto, sarebbe stata ugualmente condannata in absentia. Maria rimase scossa, pianse e affermò che non era una suddita e avrebbe preferito «morire mille volte» piuttosto che riconoscersi tale, poiché avrebbe negato il diritto divino dei sovrani e avrebbe ammesso di essere soggetta alle leggi inglesi anche sotto un punto di vista religioso. Alla fine disse loro: «Guardate nelle vostre coscienze e ricordate che il teatro del mondo è più vasto del regno d'Inghilterra».
La regina, resasi conto della sua condizione di futura condannata a morte senza speranza, capitolò il 14 ottobre e improntò ogni suo atto a una singolare imitatio Christi. Maria fu processata il 15 ottobre 1586, con l'accusa di alto tradimento, da una corte di quaranta uomini, tra i quali vi erano anche dei cattolici. Si difese da ogni accusa con dignità, sottolineando il fatto di essere una "regina consacrata da Dio" e quindi immune alle leggi d'Inghilterra. Dopo la prima giornata del processo, Maria, stanca e afflitta, confidò ai suoi servitori di essersi sentita come Gesù davanti ai farisei che urlavano «Tolle, tolle, crucifige!». Alla fine del processo pronunciò queste parole davanti ai suoi giudici: «Miei signori e gentiluomini, io pongo la mia causa nelle mani di Dio».
Elisabetta I, terrorizzata dall'idea di mandare a morire una regina consacrata, per di più sua parente, rimandò di mese in mese la firma del mandato di esecuzione. Maria divenne una responsabilità che Elisabetta non poteva più sopportare, così chiese ad Amyas Paulet se volesse pianificare un qualche incidente per eliminare la regina di Scozia senza lo sconvolgimento che un'esecuzione formale avrebbe inevitabilmente provocato, ma egli rifiutò sulla base del fatto che non avrebbe lasciato una tale macchia sulla sua discendenza. Infine Elisabetta si risolse a firmare la condanna il 1º febbraio 1587.

#### L'esecuzione

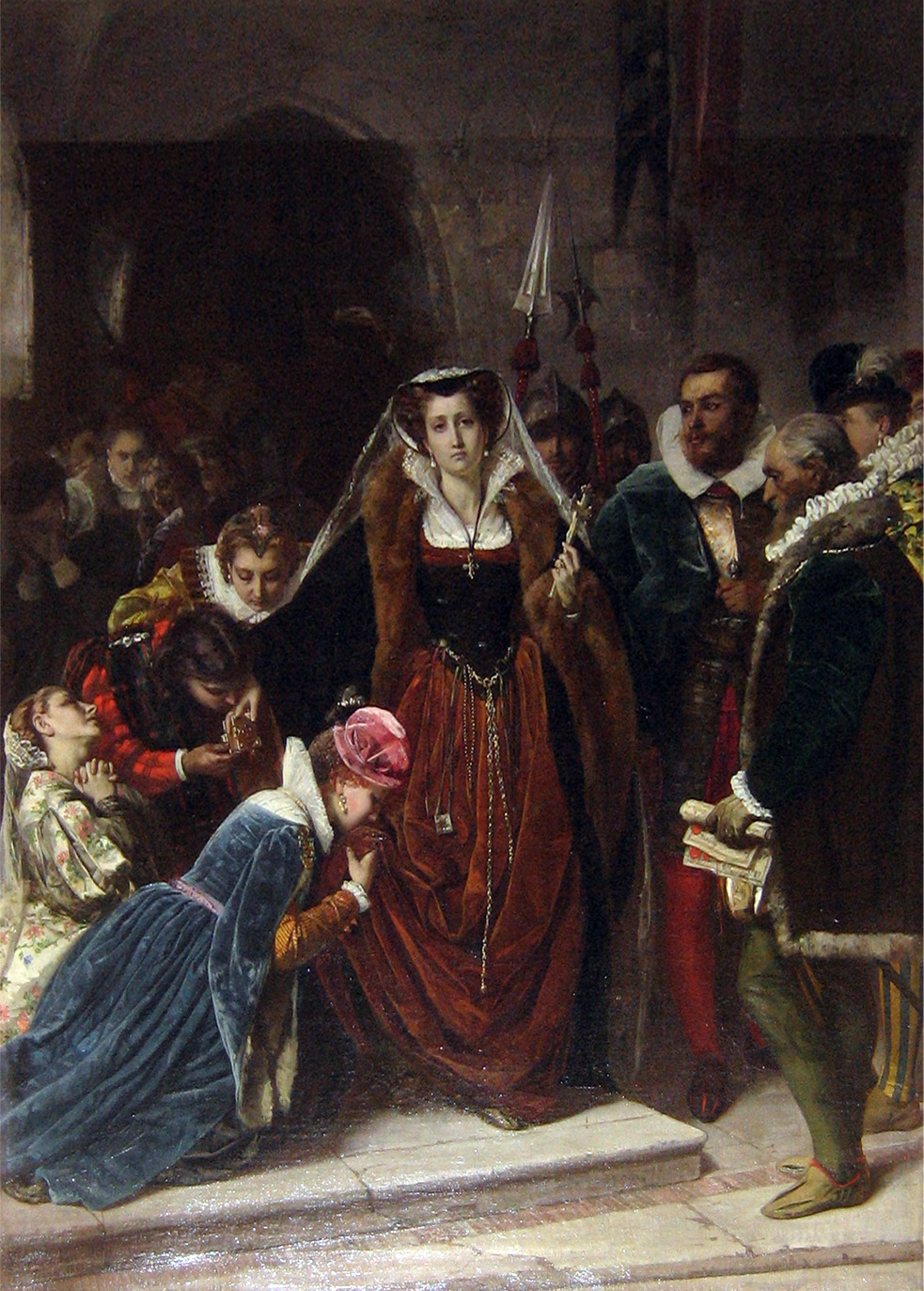
Scipione Vannutelli, Maria Stuarda si avvia al patibolo, 1861, Firenze, Galleria d'arte moderna

L'8 febbraio 1587, il giorno fissato per l'esecuzione, presso il castello di Fotheringhay, Maria, come riferiscono le fonti, entrò nel salone con aria tranquilla, indossando un abito scuro e un lungo velo bianco, simile a quello di una sposa. Quando il boia le presentò le sue scuse, ella gli disse: «Vi perdono con tutto il mio cuore, perché spero che ora porrete fine a tutte le mie angustie». Sul patibolo le sue dame, Elizabeth Curle e Jane Kennedy, l'aiutarono a spogliarsi, rivelando un sottabito rosso cremisi, il colore della passione dei santi martiri, appositamente scelto dalla regina, che davanti ai protestanti inglesi voleva morire da martire cattolica. Una volta bendata e posizionata la testa sul ceppo pronunciò le parole: «In manus tuas, Domine, commendo spiritum meum» ovvero: «Signore, nelle tue mani affido il mio spirito».
La decapitazione fu, stando ai testimoni, particolarmente brutale: furono necessari due colpi di scure per staccare la testa della regina dal corpo. Dopo la morte, la sovrana subì l'umiliazione della ostensio davanti alla folla. Inoltre, quando gli esecutori si avvicinarono al corpo senza vita per prendere gli ultimi ornamenti rimasti, prima che venisse imbalsamato, la gonna di Maria incominciò a muoversi e dal di sotto uscì il piccolo cane della regina, che ella era riuscita a nascondere sotto le lunghe vesti.
La regina di Scozia moriva all'età di quarantaquattro anni. Elisabetta, morta nubile, non ebbe figli e il figlio di Maria, Giacomo Stuart, di religione protestante, divenne re d'Inghilterra, designato da Elisabetta sul letto di morte.

### Sepoltura

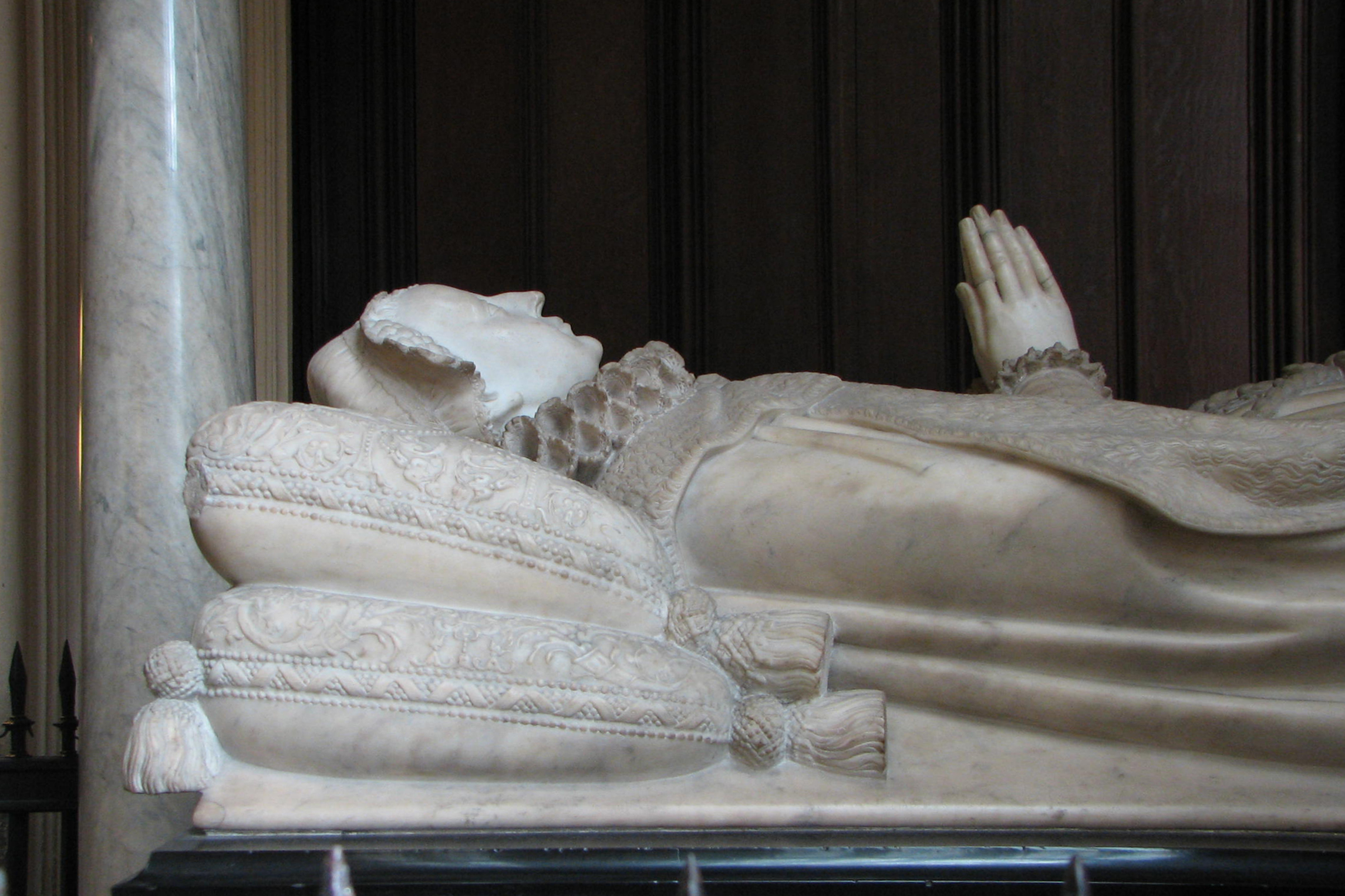
La tomba nell'abbazia di Westminster

La richiesta di Maria di essere sepolta in Francia venne rifiutata da Elisabetta. Il suo corpo venne imbalsamato e lasciato insepolto in una bara di piombo fino alla sua sepoltura, avvenuta nella Cattedrale di Peterborough alla fine di luglio del 1587. Le sue interiora, rimosse come parte del processo di imbalsamazione, furono sepolte in segreto nel castello di Fotheringhay. Il suo corpo fu riesumato nel 1612, quando suo figlio, il re Giacomo I d'Inghilterra, ordinò che venisse sepolta nell'Abbazia di Westminster, in una cappella di fronte alla tomba di Elisabetta I. Parte dell’epitaffio sulla sua tomba recita: “Maria, Regina degli Scozzesi, Dama di Francia, Madre di Giacomo, Re di Gran Bretagna, nell’anno della salvezza 1587. Ecco per te la quiete dopo molti pericoli; hai lasciato questa vita, ma non l’hai perduta, bensì l’hai scambiata con l’immortalità. Percorri la tua strada sotto una stella così favorevole.” Riabilitando ai posteri la sua immagine, secondo il volere di suo figlio, inoltre nel ‘600 i cattolici di tutto il mondo definivano la sua tomba come “la bianca tomba” perché i suoi resti traslati dalla precedente sepoltura, brillavano per via dei miracoli compiuti. Curiosamente la sua tomba, molto più grande, decorata, ed artisticamente sofisticata, rispetto a quella di Elisabetta I, è sita nella navata opposta a quella della sua grande nemica. 
Nel 1867, durante alcuni lavori per trovare la bara di Giacomo I, mai registrata a Westminster, la cripta posta sotto il monumento funebre della regina fu aperta. Si scoprì che Maria condivideva la tomba, con numerosi discendenti, assieme a sua nipote Elisabetta Stuart la regina d’inverno, nonna di Giorgio I, e anche quelle di Arbella Stuart e gli infanti nati morti della regina Anna Stuart e di Giacomo II e Rupert del Palatinato, così come anche Maria Enrichetta Stuart. Lei che non regnò mai in Inghilterra, e che morì per mano di Elisabetta, riposa ora in mezzo ai re inglesi. Suo nipote Carlo I subì una sorte simile, decapitato per ordine del Parlamento durante la guerra civile inglese. Da lei discende direttamente ogni sovrano di Gran Bretagna, fino al presente re Carlo III, che appartiene alla 14ª generazione.

## Ascendenza
|                            |                     |                              | Genitori                           |  |  | Nonni |  |  | Bisnonni              |  |  | Trisnonni            |  |
|                            |                     |                              |                                    |  |  |       |  |  | Giacomo III di Scozia |  |  | Giacomo II di Scozia |  |
|                            |                     |                              |                                    |  |  |       |  |  | Giacomo III di Scozia |  |  | Giacomo II di Scozia |  |
|                            |                     | Maria di Gheldria            |                                    |  |  |       |  |  | Giacomo III di Scozia |  |  |                      |  |
| Giacomo IV di Scozia       |                     |                              |                                    |  |  |       |  |  | Giacomo III di Scozia |  |  |                      |  |
|                            |                     | Margherita di Danimarca      | Cristiano I di Danimarca           |  |  |       |  |  |                       |  |  |                      |  |
|                            |                     | Margherita di Danimarca      | Cristiano I di Danimarca           |  |  |       |  |  |                       |  |  |                      |  |
|                            |                     | Margherita di Danimarca      | Dorotea di Brandeburgo-Kulmbach    |  |  |       |  |  |                       |  |  |                      |  |
| Giacomo V di Scozia        |                     | Margherita di Danimarca      |                                    |  |  |       |  |  |                       |  |  |                      |  |
|                            |                     | Enrico VII d'Inghilterra     | Edmondo Tudor                      |  |  |       |  |  |                       |  |  |                      |  |
|                            |                     | Enrico VII d'Inghilterra     | Edmondo Tudor                      |  |  |       |  |  |                       |  |  |                      |  |
|                            |                     | Enrico VII d'Inghilterra     | Margaret Beaufort                  |  |  |       |  |  |                       |  |  |                      |  |
| Margherita d'Inghilterra   |                     | Enrico VII d'Inghilterra     |                                    |  |  |       |  |  |                       |  |  |                      |  |
|                            |                     | Elisabetta di York           | Edoardo IV d'Inghilterra           |  |  |       |  |  |                       |  |  |                      |  |
|                            |                     | Elisabetta di York           | Edoardo IV d'Inghilterra           |  |  |       |  |  |                       |  |  |                      |  |
|                            |                     | Elisabetta di York           | Elisabetta Woodville               |  |  |       |  |  |                       |  |  |                      |  |
| Maria Stuarda              |                     | Elisabetta di York           |                                    |  |  |       |  |  |                       |  |  |                      |  |
|                            | Renato II di Lorena | Federico II di Vaudémont     |                                    |  |  |       |  |  |                       |  |  |                      |  |
|                            | Renato II di Lorena | Federico II di Vaudémont     |                                    |  |  |       |  |  |                       |  |  |                      |  |
|                            | Renato II di Lorena | Iolanda d'Angiò              |                                    |  |  |       |  |  |                       |  |  |                      |  |
| Claudio I di Guisa         | Renato II di Lorena |                              |                                    |  |  |       |  |  |                       |  |  |                      |  |
|                            |                     | Filippina di Gheldria        | Adolfo di Egmond                   |  |  |       |  |  |                       |  |  |                      |  |
|                            |                     | Filippina di Gheldria        | Adolfo di Egmond                   |  |  |       |  |  |                       |  |  |                      |  |
|                            |                     | Filippina di Gheldria        | Caterina di Borbone-Clermont       |  |  |       |  |  |                       |  |  |                      |  |
| Maria di Guisa             |                     | Filippina di Gheldria        |                                    |  |  |       |  |  |                       |  |  |                      |  |
|                            |                     | Francesco di Borbone-Vendôme | Giovanni VIII di Borbone-Vendôme   |  |  |       |  |  |                       |  |  |                      |  |
|                            |                     | Francesco di Borbone-Vendôme | Giovanni VIII di Borbone-Vendôme   |  |  |       |  |  |                       |  |  |                      |  |
|                            |                     | Francesco di Borbone-Vendôme | Isabelle de Beauvau                |  |  |       |  |  |                       |  |  |                      |  |
| Antonia di Borbone-Vendôme |                     | Francesco di Borbone-Vendôme |                                    |  |  |       |  |  |                       |  |  |                      |  |
|                            |                     | Maria di Lussemburgo         | Pietro II di Lussemburgo-Saint-Pol |  |  |       |  |  |                       |  |  |                      |  |
|                            |                     | Maria di Lussemburgo         | Pietro II di Lussemburgo-Saint-Pol |  |  |       |  |  |                       |  |  |                      |  |
|                            |                     | Maria di Lussemburgo         | Margherita di Savoia               |  |  |       |  |  |                       |  |  |                      |  |
|                            |                     | Maria di Lussemburgo         |                                    |  |  |       |  |  |                       |  |  |                      |  |

## Discendenza

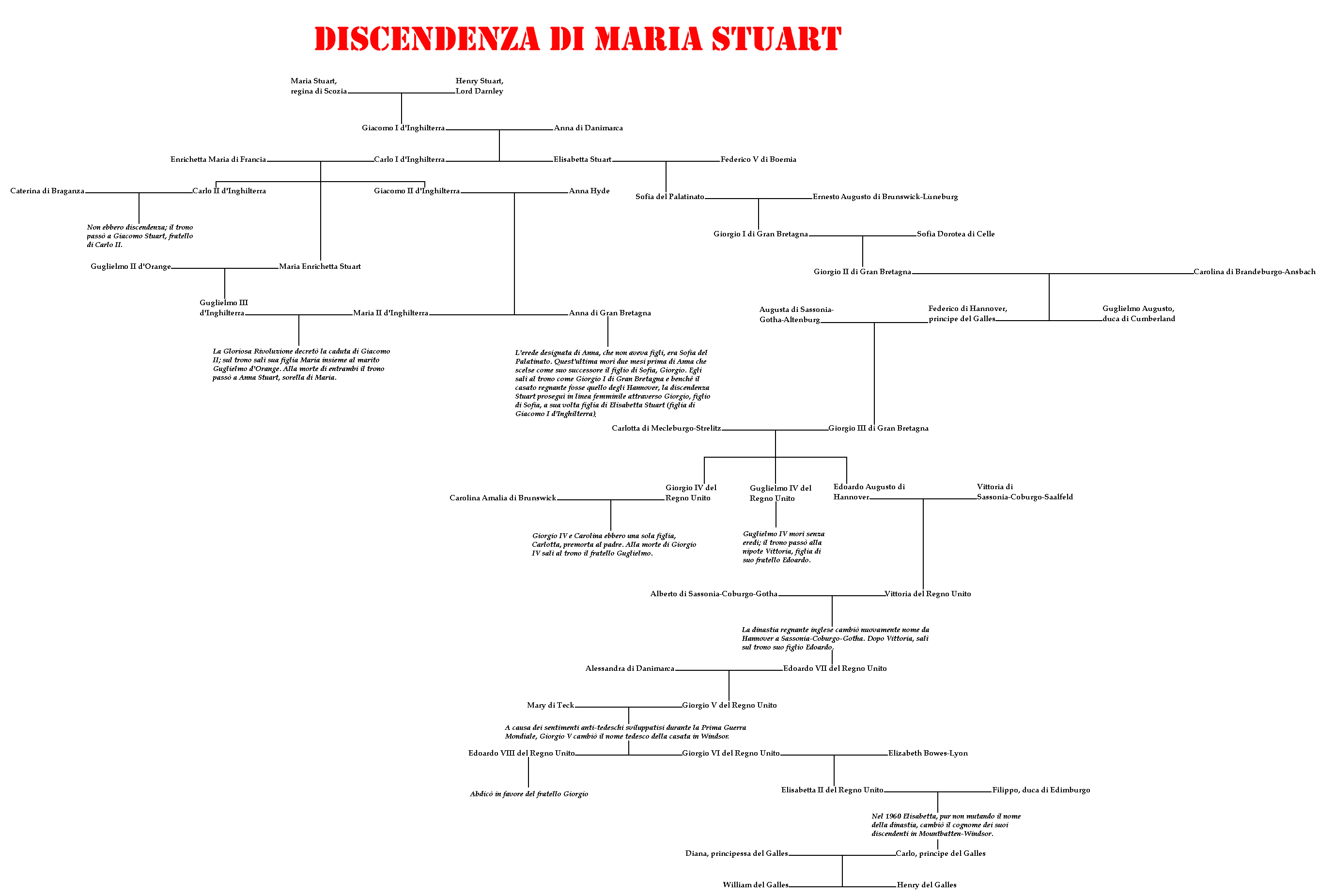
Albero genealogico della discendenza di Maria Stuarda

Nel 1603 alla morte di Elisabetta I d'Inghilterra, salì al trono il figlio di Maria, Giacomo VI di Scozia, col nome di Giacomo I d'Inghilterra. A succedergli fu il figlio avuto da Anna di Danimarca, Carlo I, il quale fu detronizzato durante la guerra civile inglese e in seguito decapitato, nel 1649, come la nonna. Nel 1660 fu restaurata la monarchia inglese e sul trono salì Carlo II Stuart, figlio di Carlo I e di Enrichetta Maria di Francia. Il matrimonio di quest'ultimo con la sterile Caterina di Braganza fece sì che alla sua morte il trono venisse ereditato dal fratello Giacomo II Stuart. Giacomo II, di fede cattolica, fu detronizzato dalla Gloriosa rivoluzione e al suo posto salirono sul trono come co-regnanti, nel 1689, sua figlia Maria II Stuart e il di lei marito, nonché primo cugino, Guglielmo III d'Orange, figlio di Guglielmo II d'Orange e di Maria Enrichetta Stuart, figlia di Carlo I. Maria morì nel 1694 e Guglielmo continuò a regnare da solo; alla sua morte salì sul trono la sorella di Maria, Anna Stuart.
L'erede di Anna, designata dall'Act of Settlement, era Sofia di Hannover, figlia di Federico V del Palatinato e di Elisabetta Stuart, figlia di Giacomo I d'Inghilterra. Sofia morì due mesi prima di Anna, la quale designò come suo erede il figlio di Sofia, Giorgio di Hannover, che nel 1714 salì al trono come Giorgio I di Gran Bretagna, inaugurando il casato di Hannover. A Giorgio I succedettero in linea diretta il figlio Giorgio II e poi il nipote Giorgio III. A Giorgio III dapprima succedette il figlio Giorgio IV, ma dal suo matrimonio con Carolina di Brunswick nacque una figlia premorta al padre, Carlotta. Dopo Giorgio IV salì al trono suo fratello, Guglielmo IV, il quale morì senza eredi, passando il trono a Vittoria, figlia di suo fratello Edoardo Augusto di Hannover. Vittoria salì al trono nel 1837 e dal suo matrimonio con il principe Alberto ebbe inizio la dinastia di Sassonia-Coburgo-Gotha.
A Vittoria succedettero suo figlio, Edoardo VII del Regno Unito e il nipote, Giorgio V, il quale, a causa dei sentimenti antitedeschi sviluppatisi durante la prima guerra mondiale, cambiò il nome tedesco della casata in Windsor. Dopo Giorgio V salì sul trono suo figlio, Edoardo VIII, che abdicò in favore del fratello Giorgio VI. A quest'ultimo, nel 1952, succedette la figlia Elisabetta II. Alla morte di Elisabetta, avvenuta nel 2022, è asceso al trono il figlio Carlo. Perciò, da Maria Stuarda discende l'attuale re del Regno Unito, Carlo III
|                                 |                                 |                                                     |                                                     |                                             |                                          |                                                            |                                                              |                                                              |                   |
|                                 |                                 |                                                     |                                                     | Maria Stuarda ⚭ Enrico Stuart, Lord Darnley |                                          |                                                            |                                                              |                                                              |                   |
|                                 |                                 |                                                     |                                                     |                                             |                                          |                                                            |                                                              |                                                              |                   |
|                                 |                                 |                                                     |                                                     |                                             |                                          |                                                            |                                                              |                                                              |                   |
|                                 |                                 |                                                     |                                                     | Giacomo I d'Inghilterra ⚭ Anna di Danimarca |                                          |                                                            |                                                              |                                                              |                   |
|                                 |                                 |                                                     |                                                     |                                             |                                          |                                                            |                                                              |                                                              |                   |
|                                 |                                 |                                                     |                                                     |                                             |                                          |                                                            |                                                              |                                                              |                   |
|                                 |                                 | Carlo I d'Inghilterra ⚭ Enrichetta Maria di Francia | Carlo I d'Inghilterra ⚭ Enrichetta Maria di Francia |                                             |                                          |                                                            | Elisabetta Stuart ⚭ Federico V di Boemia                     | Elisabetta Stuart ⚭ Federico V di Boemia                     |                   |
|                                 |                                 |                                                     |                                                     |                                             |                                          |                                                            |                                                              |                                                              |                   |
|                                 |                                 |                                                     |                                                     |                                             |                                          |                                                            |                                                              |                                                              |                   |
| Carlo II ⚭ Caterina di Braganza | Carlo II ⚭ Caterina di Braganza | Giacomo II ⚭ Anna Hyde                              | Giacomo II ⚭ Anna Hyde                              |                                             | Maria Enrichetta ⚭ Guglielmo II d'Orange | Maria Enrichetta ⚭ Guglielmo II d'Orange                   | Sofia del Palatinato ⚭ Ernesto Augusto di Brunswick Luneburg | Sofia del Palatinato ⚭ Ernesto Augusto di Brunswick Luneburg |                   |
|                                 |                                 |                                                     |                                                     |                                             |                                          |                                                            |                                                              |                                                              |                   |
|                                 |                                 |                                                     |                                                     |                                             |                                          |                                                            |                                                              |                                                              |                   |
|                                 | Maria II ⚭ Guglielmo III        | Maria II ⚭ Guglielmo III                            | Anna                                                | Anna                                        | Guglielmo III ⚭ Maria II                 | Guglielmo III ⚭ Maria II                                   | Giorgio I ⚭ Sofia Dorotea di Celle                           | Giorgio I ⚭ Sofia Dorotea di Celle                           |                   |
|                                 |                                 |                                                     |                                                     |                                             |                                          |                                                            |                                                              |                                                              |                   |
|                                 |                                 |                                                     |                                                     |                                             |                                          |                                                            |                                                              |                                                              |                   |
|                                 |                                 |                                                     |                                                     |                                             |                                          |                                                            | Giorgio II ⚭ Carolina di Brandeburgo-Ansbach                 |                                                              |                   |
|                                 |                                 |                                                     |                                                     |                                             |                                          |                                                            |                                                              |                                                              |                   |
|                                 |                                 |                                                     |                                                     |                                             |                                          |                                                            |                                                              |                                                              |                   |
|                                 |                                 |                                                     |                                                     |                                             |                                          | Federico di Hannover ⚭ Augusta di Sassonia-Gotha-Altenburg | Federico di Hannover ⚭ Augusta di Sassonia-Gotha-Altenburg   | Guglielmo Augusto                                            | Guglielmo Augusto |
|                                 |                                 |                                                     |                                                     |                                             |                                          |                                                            |                                                              |                                                              |                   |
|                                 |                                 |                                                     |                                                     |                                             |                                          |                                                            |                                                              |                                                              |                   |
|                                 |                                 |                                                     |                                                     |                                             |                                          | Giorgio III ⚭ Carlotta di Mecleburgo-Strelitz              |                                                              |                                                              |                   |
|                                 |                                 |                                                     |                                                     |                                             |                                          |                                                            |                                                              |                                                              |                   |
|                                 |                                 |                                                     |                                                     |                                             |                                          |                                                            |                                                              |                                                              |                   |
|                                 |                                 |                                                     |                                                     | Giorgio IV ⚭ Carolina di Brunswick          | Giorgio IV ⚭ Carolina di Brunswick       | Edoardo Augusto ⚭ Vittoria di Sassonia-Coburgo-Saalfeld    | Edoardo Augusto ⚭ Vittoria di Sassonia-Coburgo-Saalfeld      | Guglielmo IV                                                 | Guglielmo IV      |
|                                 |                                 |                                                     |                                                     |                                             |                                          |                                                            |                                                              |                                                              |                   |
|                                 |                                 |                                                     |                                                     |                                             |                                          |                                                            |                                                              |                                                              |                   |
|                                 |                                 |                                                     |                                                     |                                             |                                          | Vittoria ⚭ Alberto di Sassonia-Coburgo-Gotha               |                                                              |                                                              |                   |
|                                 |                                 |                                                     |                                                     |                                             |                                          |                                                            |                                                              |                                                              |                   |
|                                 |                                 |                                                     |                                                     |                                             |                                          |                                                            |                                                              |                                                              |                   |
|                                 |                                 |                                                     |                                                     |                                             |                                          | Edoardo VII ⚭ Alessandra di Danimarca                      |                                                              |                                                              |                   |
|                                 |                                 |                                                     |                                                     |                                             |                                          |                                                            |                                                              |                                                              |                   |
|                                 |                                 |                                                     |                                                     |                                             |                                          |                                                            |                                                              |                                                              |                   |
|                                 |                                 |                                                     |                                                     |                                             |                                          | Giorgio V ⚭ Mary di Teck                                   |                                                              |                                                              |                   |
|                                 |                                 |                                                     |                                                     |                                             |                                          |                                                            |                                                              |                                                              |                   |
|                                 |                                 |                                                     |                                                     |                                             |                                          |                                                            |                                                              |                                                              |                   |
|                                 |                                 |                                                     |                                                     |                                             | Giorgio VI ⚭ Elisabetta Bowes-Lyon       | Giorgio VI ⚭ Elisabetta Bowes-Lyon                         | Edoardo VIII                                                 | Edoardo VIII                                                 |                   |
|                                 |                                 |                                                     |                                                     |                                             |                                          |                                                            |                                                              |                                                              |                   |
|                                 |                                 |                                                     |                                                     |                                             |                                          |                                                            |                                                              |                                                              |                   |
|                                 |                                 |                                                     |                                                     |                                             | Elisabetta II ⚭ Filippo di Edimburgo     |                                                            |                                                              |                                                              |                   |
|                                 |                                 |                                                     |                                                     |                                             |                                          |                                                            |                                                              |                                                              |                   |
|                                 |                                 |                                                     |                                                     |                                             |                                          |                                                            |                                                              |                                                              |                   |
|                                 |                                 |                                                     |                                                     |                                             | Carlo III ⚭ Diana Spencer                |                                                            |                                                              |                                                              |                   |
|                                 |                                 |                                                     |                                                     |                                             |                                          |                                                            |                                                              |                                                              |                   |
|                                 |                                 |                                                     |                                                     |                                             |                                          |                                                            |                                                              |                                                              |                   |
|                                 |                                 |                                                     |                                                     | Henry ⚭ Meghan Markle                       | Henry ⚭ Meghan Markle                    | William ⚭ Catherine Middleton                              | William ⚭ Catherine Middleton                                |                                                              |                   |

## Armoriale

Stemma di Maria come regina degli Scozzesi e delfina di Francia
Stemma di Maria come regina degli Scozzesi e regina consorte di Francia
Stemma di Maria come regina degli Scozzesi e regina vedova di Francia

## Nella cultura di massa

### Letteratura
- La Reine d'Écosse (1604), tragedia scritta da Antoine de Montchrestien.
- La Reina di Scotia (1628), tragedia scritta da Federico Della Valle.
- Maria Stuarda (1788), tragedia scritta da Vittorio Alfieri.
- Maria Stuart (1800), tragedia scritta da Friedrich Schiller.
- Maria Stuarda (1935), biografia psicologica scritta da Stefan Zweig.
- Mary Stuart (1970), dramma di Denise Stoklos.

Maria Stuarda inoltre appare come uno dei personaggi storici principali nel capitolo finale della trilogia di Ken Follett, La colonna di fuoco, romanzo del 2017.

### Musica
- Lamento di Maria Stuarda (o Lamento della Regina di Scozia) di Giacomo Carissimi, per soprano e basso continuo, probabilmente composto intorno al 1620.
- Maria Stuarda, regina di Scozia (1821) opera di Saverio Mercadante.
- Maria Stuarda (1834) opera di Gaetano Donizetti, basata sul dramma di Friedrich Schiller.
- Marie Stuart (1844), grand opéra di Louis Niedermeyer (musica) e Théodor Anne (libretto).
- Sulla prigionia di Maria Stuarda Sandy Denny scrisse la canzone "Fotheringay", contenuta nel secondo album dei Fairport Convention, e chiamò con lo stesso nome il suo gruppo folk.
- Lo stemma dell'anello di Maria Stuarda, una M incastonata in una phi greca (φ), simbolo del marito Francesco II di Francia, è diventato il logo della band progressive metal statunitense dei Dream Theater.
- Canti di prigionia per coro a voci miste e strumenti (1938-1941) di Luigi Dallapiccola; il primo dei tre canti contiene la preghiera O domine Deus! Speravi in Te scritta da Maria Stuarda negli ultimi anni di prigionia.

### Cinema e televisione
| Anno      | Film                                                                                         | Attrice                                               | Note                    |
| --------- | -------------------------------------------------------------------------------------------- | ----------------------------------------------------- | ----------------------- |
| 1895      | The Execution of Mary, Queen of Scots                                                        | Robert Thomae                                         | Film muto               |
| 1913      | Mary Stuart                                                                                  | Mary Fuller                                           |                         |
| 1923      | The Virgin Queen                                                                             | Maisie Fisher                                         |                         |
| 1923      | The Loves of Mary, Queen of Scots                                                            | Fay Compton                                           |                         |
| 1924      | Dorothy Vernon of Haddon Hall                                                                | Estelle Taylor                                        |                         |
| 1927      | Maria Stuart, Teil 1 und 2                                                                   | Magda Sonja                                           |                         |
| 1936      | Maria di Scozia (Mary of Scotland)                                                           | Katharine Hepburn                                     |                         |
| 1937      | Le perle della corona (Les perles de la couronne)                                            | Jacqueline Delubac (adulta) Colette Borelli (ragazza) |                         |
| 1939      | Campbell of Kilmhor                                                                          | Elliott Mason                                         | Film TV                 |
| 1940      | Cuor di regina (Das Herz der Königin)                                                        | Zarah Leander                                         |                         |
| 1951      | Mary of Scotland, episodio della serie Pulitzer Prize Playhouse                              | Helen Hayes                                           |                         |
| 1954      | The Execution of Mary, Queen of Scots (February 8, 1587), episodio della serie You Are There | Mildred Natwick                                       |                         |
| 1957      | Maria Stuart                                                                                 | Käthe Dorsch                                          | Film TV                 |
| 1959      | Maria Stuart                                                                                 | Judith Holzmeister                                    |                         |
| 1960      | Mary Stuart, episodio della serie Play of the Week                                           | Signe Hasso                                           |                         |
| 1961      | La principessa di Clèves (La princesse de Clèves)                                            | Renée-Marie Potet                                     |                         |
| 1961      | Queen of Scots, episodio della serie Sir Francis Drake                                       | Noelle Middleton                                      |                         |
| 1962      | Il dominatore dei 7 mari                                                                     | Esmeralda Ruspoli                                     |                         |
| 1963      | Maria Stuart                                                                                 | Agnes Fink                                            | Film TV                 |
| 1966      | Gordon of Khartoum, episodio della serie BBC Play of the Month                               |                                                       |                         |
| 1967      | The Queen's Traitor                                                                          | Stephanie Beacham                                     | Serie TV andata perduta |
| 1969      | Mary Queen of Scots, episodio della serie BBC Play of the Month                              | Virginia McKenna                                      |                         |
| 1971      | Elisabetta Regina (Elizabeth R)                                                              | Vivian Pickles                                        | Miniserie TV            |
| 1972      | Maria Stuarda, regina di Scozia (Mary, Queen of Scots)                                       | Vanessa Redgrave                                      |                         |
| 1972      | Dangerous Alliance, episodio della serie Mistress of Hardwick                                | Gilly McIver                                          |                         |
| 1972      | The Shrewsbury Scandal, episodio della serie Mistress of Hardwick                            | Gilly McIver                                          |                         |
| 1974      | Mary Stuart                                                                                  | Maria Becker                                          | Film TV                 |
| 1978      | The Locket, episodio della serie A Traveller in Time                                         | Heather Chasen                                        |                         |
| 1978      | The Tunnel, episodio della serie A Traveller in Time                                         | Heather Chasen                                        |                         |
| 1978      | The Ribbon, episodio della serie A Traveller in Time                                         | Heather Chasen                                        |                         |
| 1978      | Les grandes conjurations: Le tumulte d'Amboise                                               | Véronique Delbourg                                    | Film TV                 |
| 1979      | A korona aranyból van                                                                        | Georgiana Tarjan                                      | Film TV                 |
| 1980      | Maria Stuart                                                                                 | Gertraud Kreissig                                     | Film TV                 |
| 1981      | La dernière nuit                                                                             | Annie Girardot                                        | Film TV                 |
| 1982      | Maria Stuarda (Mary Stuart)                                                                  | Janet Baker                                           | Film TV                 |
| 1986      | Maria Stuart                                                                                 | Anja Kruse                                            | Film TV                 |
| 1988      | Maria Stuarda                                                                                | Joan Sutherland                                       | Film TV                 |
| 2000      | Elizabeth                                                                                    | Séana Montague                                        | Film TV                 |
| 2002      | Maria Stuarda                                                                                | Carmela Remigio                                       | Uscito in home video    |
| 2004      | Das Wiener Burgtheater                                                                       | Corinna Kirchhoff                                     | Film TV Documentario    |
| 2004      | Gunpowder, Treason & Plot                                                                    | Clémence Poésy                                        | Film TV                 |
| 2005      | Elizabeth I                                                                                  | Barbara Flynn                                         | Miniserie TV            |
| 2007      | Elizabeth: The Golden Age (Elizabeth: The Golden Age)                                        | Samantha Morton                                       |                         |
| 2008      | Maria Stuart                                                                                 | Susanne Wolff                                         | Film TV                 |
| 2008      | Project Britain, episodio della serie A History of Scotland                                  | Annette Westwood                                      |                         |
| 2013      | Mary Queen of Scots (2013)                                                                   | Camille Rutherford                                    |                         |
| 2013-2017 | Reign                                                                                        | Adelaide Kane                                         | Serie TV                |
| 2018      | Maria regina di Scozia (Mary Queen of Scots)                                                 | Saoirse Ronan                                         |                         |